# Llista de minerals

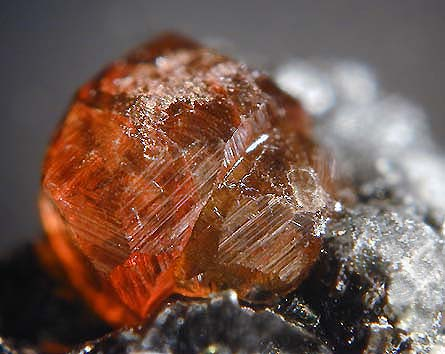
Almandina, un mineral que pertany al grup dels granats.

En aquesta llista de minerals es troben ordenats alfabèticament tots els minerals acceptats per l'Associació Mineralògica Internacional (IMA). La llista, formada per 6.174 espècies, està actualitzada amb els darrers canvis publicats per l'IMA-CNMNC fins al mes d'agost de 2025.
| Índex A B C D E F G H I J K L M N O P Q R S T U V W X Y Z |
| Referències • Enllaços externs • Bibliografia             |

## A
Abellaïta - Abelsonita - Abenakiïta-(Ce) - Abernathyita - Abhurita - Abramovita - Abswurmbachita - Abuïta - Acantita - Acetamida - Achalaïta - Achavalita - Aquirofanita - Acmonidesita - Acrocordita - Actinolita - Acuminita - Adachiïta - Adamita - Adamsita-(Y) - Adanita - Addibischoffita - Adelita - Admontita - Adolfpateraïta - Adranosita - Adranosita-(Fe) - Adrianita - Aerinita - Afghanita - Afmita - Aftitalita - Afwillita - Agaïta - Agakhanovita-(Y) - Agardita-(Ce) - Agardita-(La) - Agardita-(Nd) - Agardita-(Y) - Agmantinita - Agrel·lita - Agricolaïta - Agrinierita - Aguilarita - Aheylita - Ahlfeldita - Ahrensita - Aikinita - Aiolosita - Airdita - Ajoïta - Akaganeïta - Akaogiïta - Akasakaïta-(Ce) - Akasakaïta-(La) - Akatoreïta - Akdalaïta - Åkermanita - Akhtenskita - Akimotoïta - Aklimaïta - Akopovaïta - Aksaïta - Aktashita - Alabandita - Alacranita - Alamosita - Alarsita - Albertiniïta - Albita - Albrechtschraufita - Alburnita - Alcantarillaïta - Alcaparrosaïta - Aldermanita - Aldomarinoïta - Aldridgeïta - Aleksandrovita - Aleksita - Aleutita - Alexearlita - Alexkhomyakovita - Alexkuznetsovita-(Ce) - Alexkuznetsovita-(La) - Alflarsenita - Alforsita - Alfredcasparita - Alfredopetrovita - Alfredstelznerita - Algodonita - Alicewilsonita-(YCe) - Alicewilsonita-(YLa) - Aliettita - Allabogdanita - Al·lactita - Al·lanita-(Ce) - Al·lanita-(La) - Al·lanita-(Nd) - Al·lanita-(Sm) - Al·lanita-(Y) - Allanpringita - Al·lantoïna - Al·largent - Al·leghanyita - Allendeïta - Al·localcoselita - Al·loclasita - Al·lòfana - Alloriïta - Al·luaivita - Al·luaudita - Almagreraïta - Almandina - Almarudita - Almeidaïta - Alnaperbøeïta-(Ce) - Alpeïta - Alpersita - Alsakharovita-Zn - Alstonita - Altaïta - Alterita - Althausita - Althupita - Altisita - Altmarkita - Alum-(K) - Alum-(Na) - Aluminita - Alumini natiu - Aluminoceladonita - Aluminocerita-(Ce) - Aluminocopiapita - Aluminocoquimbita - Aluminomagnesiohulsita - Aluminooxirossmanita - Aluminopiracmonita - Aluminosugilita - Aluminotaipingita-(CeCa) - Alumoåkermanita - Alumoedtollita - Alumohidrocalcita - Alumokliutxevskita - Alumolukrahnita - Alumotantita - Alumovesuvianita - Alunita - Alunogen - Alvanita - Alvesita - Alwilkinsita-(Y) - Amableïta-(Ce) - Amakinita - Amamoorita - Amarantita - Amarillita - Amaterasuïta - Ambligonita - Ambrinoïta - Ameghinita - Amesita - Amgaïta - Amicita - Aminoffita - Ammineïta - Amonioalunita - Amonioborita - Amoniojarosita - Amoniolasalita - Amonioleucita - Amoniomagnesiovoltaïta - Amoniomathesiusita - Amoniotinsleyita - Amoniovoltaïta - Amoniozippeïta - Amoraïta - Amstal·lita - Amurselita - Analcima - Anandita - Anapaïta - Anastasenkoïta - Anatasa - Anatolygurbanovita - Anatolyita - Ancylita-(Ce) - Ancylita-(La) - Andalusita - Andersonita - Andorita IV - Andorita VI - Andradita - Andreadiniïta - Andreibulakhita - Andremeyerita - Andreyivanovita - Andrianovita - Andrieslombaardita - Anduoïta - Andychristyita - Andymcdonaldita - Andyrobertsita - Angarfita - Angastonita - Angelaïta - Angelel·lita - Anglesita - Anhidrita - Anhidrocaïnita - Anilita - Ankerita - Ankinovitxita - Annabergita - Anningita-(Ce) - Annita - Annivita-(Zn) - Anorpiment - Anortita - Anortoclasa - Anortominasragrita - Anortoroselita - Ansermetita - Antarcticita - Anthoinita - Anthonyita - Antigorita - Antimonselita - Antimoni natiu - Antipinita - Antipovita - Antlerita - Antofagastaïta - Antofil·lita - Anyuiïta - Anzaïta-(Ce) - Apatxita - Apexita - Apjohnita - Aplowita - Apuanita - Aqualita - Aradita - Aragonita - Arakiïta - Aramayoïta - Arangasita - Arapovita - Aravaipaïta - Aravaïta - Arcanita - Archerita - Arctita - Arcubisita - Ardaïta - Ardealita - Ardennita-(As) - Ardennita-(V) - Arfvedsonita - Argandita - Argent natiu - Argentobaumhauerita - Argentodufrenoysita - Argentojarosita - Argentoliveingita - Argentopearceïta - Argentopentlandita - Argentopirita - Argentopolibasita-T2ac - Argentotennantita-(Fe) - Argentotennantita-(Zn) - Argentotetraedrita-(Cd) - Argentotetraedrita-(Fe) - Argentotetraedrita-(Hg) - Argentotetraedrita-(Zn) - Argesita - Argutita - Argirodita - Arhbarita - Ariegilatita - Arisita-(Ce) - Arisita-(La) - Aristarainita - Armalcolita - Armangita - Armbrusterita - Armellinoïta-(Ce) - Armenita - Armstrongita - Arrheniusita-(Ce) - Arrojadita-(BaNa) - Arrojadita-(KFe) - Arrojadita-(KNa) - Arrojadita-(PbFe) - Arrojadita-(SrFe) - Arsenatrotitanita - Arsenbrackebuschita - Arsendescloizita - Arsènic natiu - Arseniopleïta - Arseniosiderita - Arsenmarcobaldiïta - Arsenmedaïta - Arsenoclasita - Arsenocrandal·lita - Arsenoflorencita-(Ce) - Arsenoflorencita-(La) - Arsenogoldfieldita - Arsenogorceixita - Arsenogoyazita - Arsenohauchecornita - Arsenohopeïta - Arsenolamprita - Arsenolita - Arsenopal·ladinita - Arsenopirita - Arsenotučekita - Arsenovanmeersscheïta - Arsenoveszelyita - Arsenowagnerita - Arsenquatrandorita - Arsentsumebita - Arsenudinaïta - Arsenuranospatita - Arsenuranilita - Arsiccioïta - Arsmirandita - Arthurita - Artinita - Artroeïta - Artsmithita - Arupita - Arzakita - Arzamastsevita - Arzrunita - Asagiïta - Asbecasita - Asbolana - Aschamalmita - Åsgruvanita-(Ce) - Ashburtonita - Ashcroftina-(Y) - Ashoverita - Asimowita - Asisita - Åskagenita-(Nd) - Aspedamita - Aspidolita - Asselbornita - Astrocianita-(Ce) - Astrofil·lita - Atacamita - Atelestita - Atelisita-(Y) - Atencioïta - Athabascaïta - Ateneïta - Atlasovita - Atokita - Attakolita - Attikaïta - Atzurita - Aubertita - Auerbakhita - Augelita - Augita - Augita egirínica - Auriacusita - Auricalcita - Auricuprur - Aurihidrargyrumita - Aurivilliusita - Auropearceïta - Auropolibasita - Aurorita - Auroselenur - Aurostibita - Austinita - Autunita - Avdeevita - Avdoninita - Averievita - Avicennita - Avogadrita - Awaruïta - Axelita - Axinita-(Fe) - Axinita-(Mg) - Axinita-(Mn) - Azoproïta

## B
Babanekita - Babeffita - Babingtonita - Babkinita - Babunaïta-(Nd) - Bacaferrita - Backita - Badakhxanita-(Y) - Badalovita - Baddeleyita - Badengzhuïta - Bafertisita - Baghdadita - Bahariyaïta - Bahianita - Baiamareïta - Baileyclor - Bainbridgeïta-(NdCe) - Bainbridgeïta-(YCe) - Bairdita - Bajenovita - Bakakinita - Bakhchisaraitsevita - Baksanita - Balangeroïta - Balcanita - Balestraïta - Balićžunićita - Balifolita - Balliranoïta - Balyakinita - Bambollaïta - Bamfordita - Banalsita - Bandylita - Bannermanita - Bannisterita - Baotita - Barahonaïta-(Al) - Barahonaïta-(Fe) - Bararita - Baratovita - Barberiïta - Barbosalita - Barentsita - Bariandita - Barićita - Barikaïta - Barilita - Bariofarmacoalumita - Bariofarmacosiderita - Barioferrita - Bariolakargiïta - Barioolgita - Barioortojoaquinita - Barioperovskita - Bariosincosita - Barisilita - Barita - Baritocalcita - Baritolamprofil·lita - Barkovita - Barlowita - Barnesita - Barquillita - Barrerita - Barringerita - Barringtonita - Barroisita - Barronita - Barrotita - Barrydawsonita-(Y) - Barstowita - Bartelkeïta - Bartonita - Barwoodita - Bassanita - Bassetita - Bassoïta - Bastnäsita-(Ce) - Bastnäsita-(La) - Bastnäsita-(Nd) - Bastnäsita-(Y) - Batagayita - Batievaïta-(Y) - Batiferrita - Batisita - Batisivita - Batoniïta - Baumhauerita - Baumhauerita II - Baumoïta - Baumstarkita - Bauranoïta - Bavenita - Bavsiïta - Bayanoboïta-(Y) - Bayerita - Bayldonita - Bayleyita - Baylissita - Bazhenovita - Bazirita - Bazzita - Bearsita - Bearthita - Beaverita-(Cu) - Beaverita-(Zn) - Bechererita - Beckettita - Becquerelita - Bederita - Beershevaïta - Behierita - Behoïta - Běhounekita - Beidel·lita - Belakovskiïta - Belendorffita - Beliankinita - Belkovita - Bellbergita - Bellidoïta - Bel·lingerita - Belloïta - Belmonteïta - Belogubita - Belomarinaïta - Belousovita - Belovita-(Ce) - Belovita-(La) - Bementita - Benauita - Benavidesita - Bendadaïta - Benitoïta - Benjaminita - Benleonardita - Bennesherita - Benstonita - Bentorita - Benyacarita - Beraunita - Berborita - Berdesinskiïta - Berezanskita - Bergenita - Bergslagita - Beril - Beril·lita - Beril·lonita - Berlinita - Bermanita - Bernalita - Bernardevansita - Bernardita - Bernarlottiïta - Berndlehmannita - Berndtita - Berryita - Berthierina - Berthierita - Bertossaïta - Bertrandita - Berzelianita - Berzeliïta - Beshtauïta - Betalomonossovita - Betekhtinita - Betpakdalita-CaCa - Betpakdalita-CaMg - Betpakdalita-FeFe - Betpakdalita-NaCa - Betpakdalita-NaNa - Bettertonita - Betzita - Beudantita - Beusita - Beusita-(Ca) - Beyerita - Bezsmertnovita - Biachellaïta - Biagioniïta - Bianchita - Bianchiniïta - Bicapita - Bicchulita - Bideauxita - Bieberita - Biehlita - Bifosfamita - Bigcreekita - Bijvoetita-(Y) - Bikitaïta - Bilibinskita - Bilinita - Bil·lietita - Bil·lingsleyita - Billwiseïta - Bimbowrieïta - Bindheimita - Biraïta-(Ce) - Biraïta-(La) - Birchita - Biringuccita - Birnessita - Birunita - Bischofita - Bismita - Bismoclita - Bismut natiu - Bismutinita - Bismutita - Bismutocolumbita - Bismutostibiconita - Bismutoferrita - Bismutohauchecornita - Bismutotantalita - Bitikleïta - Bixbyita-(Fe) - Bixbyita-(Mn) - Bjarebyita - Blakeïta - Blatonita - Blatterita - Bleasdaleïta - Blixita - Blödita - Blossita - Bluebellita - Bluelizardita - Blueridgeïta - Bluestreakita - Bobcookita - Bobdownsita - Bobfergusonita - Bobfinchita - Bobierrita - Bobjonesita - Bobkingita - Bobmeyerita - Bobshannonita - Bobtraillita - Bodieïta - Boevskita - Bogdanovita - Bøggildita - Boggsita - Bøgvadita - Bohdanowiczita - Böhmita - Bohseïta - Bohuslavita - Bojarita - Bokita - Boleïta - Bolivarita - Bolotinaïta - Boltwoodita - Bonaccordita - Bonacinaïta - Bonattita - Bonazziïta - Bonshtedtita - Boojumita - Boothita - Boracita - Boralsilita - Bòrax - Borcarita - Borisenkoïta - Borishanskiïta - Bornemanita - Bornhardtita - Bornita - Borocookeïta - Borodaevita - Boromullita - Boromuscovita - Borovskita - Bortnikovita - Bortolanita - Borzęckiïta - Boscardinita - Bosiïta - Bosoïta - Bostwickita - Botallackita - Botriògen - Bottinoïta - Botuobinskita - Bouazzerita - Boulangerita - Bounahasita - Bournonita - Bouškaïta - Boussingaultita - Bowieïta - Bowlesita - Boyleïta - Bracewel·lita - Brackebuschita - Braccoïta - Bradaczekita - Bradleyita - Braggita - Braithwaiteïta - Braitschita-(Ce) - Brammallita - Brandãoïta - Brandholzita - Brandtita - Brannerita - Brannockita - Brasilianita - Brassita - Brattforsita - Braunerita - Braunita - Bredigita - Breithauptita - Brendelita - Brenkita - Brewsterita-Ba - Brewsterita-Sr - Breyita - Brezinaïta - Brianita - Brianroulstonita - Brianyoungita - Briartita - Bridgesita-(Ce) - Bridgmanita - Brindleyita - Brinrobertsita - Britholita-(Ce) - Britholita-(Y) - Britvinita - Brizziïta - Brochantita - Brockita - Brodtkorbita - Bromargirita - Bromellita - Brontesita - Brookita - Browneïta - Brownleeïta - Brownmil·lerita - Brucita - Brüggenita - Brugnatel·lita - Brumadoïta - Brunogeierita - Brunovskyita - Brushita - Brusnitsynita - Bubnovaïta - Buchwaldita - Buckhornita - Buddingtonita - Bukovita - Bukovskýita - Bulachita - Bulgakita - Bunnoïta - Bultfonteinita - Bunsenita - Burangaïta - Burbankita - Burckhardtita - Burgessita - Buriatita - Burkeïta - Burnettita - Burnsita - Burovaïta-Ca - Burpalita - Burroïta - Burtita - Buseckita - Buserita - Bushmakinita - Bussenita - Bussyita-(Ce) - Bussyita-(Y) - Bustamita - Butianita - Butlerita - Bütschliïta - Buttgenbachita - Buynita - Byelorussita-(Ce) - Bykovaïta - Byrudita - Bystrita - Byströmita - Bytizita - Byzantievita

## C
Cabalzarita - Cabazita-Ca - Cabazita-K - Cabazita-Mg - Cabazita-Na - Cabazita-Sr - Cabrerita - Cabriïta - Cabvinita - Cacoxenita - Cadmi - Cadmoindita - Cadmoselita - Cadsulfohita - Cadvanita - Cadwaladerita - Cafarsita - Cafeosita - Cafetita - Cahnita - Caïnita - Cairncrossita - Calamaïta - Calaverita - Calç - Calcibeborosilita-(Y) - Calciborita - Calcinaksita - Calcioancilita-(Ce) - Calcioancilita-(La) - Calcioancilita-(Nd) - Calcioandyrobertsita - Calcioaravaipaïta - Calcioburbankita - Calciocatapleiïta - Calciocopiapita - Calciodelrioïta - Calciofarmacoalumita - Calcioferrita - Calciohatertita - Calciohilairita - Calciojohil·lerita - Calciolangbeinita - Calciomurmanita - Calcio-olivina - Calciopetersita - Calciosamarskita - Calciotantita - Calciouranoïta - Calcioursilita - Calcioveatchita - Calcita - Calcjarlita - Calclacita - Calcantita - Calcoalumita - Calcocita - Calcocianita - Calcomenita - Calconatronita - Calcofanita - Calcofil·lita - Calcopirita - Calcosiderita - Calcostibita - Calcotal·lita - Calcurmolita - Calderita - Calderonita - Caledonita - Calkinsita-(Ce) - Cal·laghanita - Calomelana - Calumetita - Calvertita - Calzirtita - Camanchacaïta - Camaraïta - Camaronesita - Camerolaïta - Cameronita - Camgasita - Caminita - Campigliaïta - Campostriniïta - Canafita - Canasita - Canavesita - Cancrinita - Cancrisilita - Canfieldita - Cannizzarita - Cannonita - Canosioïta - Canutita - Caoxita - Capgaronnita - Cappelenita-(Y) - Capranicaïta - Caracolita - Carboborita - Carbobystrita - Carbocalumita - Carbocernaïta - Carboferrifoxita - Carboirita - Carbokentbrooksita - Carbonatocianotriquita - Carbonatofluorapatita - Cardita - Carducciïta - Caresita - Cariocroïta - Cariopilita - Carletonita - Carletonmooreïta - Carlfrancisita - Carlfriesita - Carlgieseckeïta-(Nd) - Carlhintzeïta - Carlinita - Carlosbarbosaïta - Carlosruizita - Carlosturanita - Carlsbergita - Carlsonita - Carmeltazita - Carmichaelita - Carminita - Carnallita - Carnotita - Carobbiïta - Carpathita - Carfolita - Carraraïta - Carrboydita - Carrol·lita - Caryinita - Cascandita - Caseyita - Cassagnaïta - Cassedanneïta - Cassidyita - Cassiterita - Castellaroïta - Caswellsilverita - Catalanoïta - Catamarcaïta - Catapleiïta - Catoforita - Catoptrita - Cattierita - Cattiïta - Cavansita - Cavoïta - Cayalsita-(Y) - Caysichita-(Y) - Cebaïta-(Ce) - Cebaïta-(Nd) - Cebollita - Čechita - Čejkaïta - Celadonita - Celestina - Celleriïta - Celsiana - Cenoargentotennantita-(Fe) - Cenoargentotetraedrita-(Zn) - Cenomicrolita - Cenoplumbomicrolita - Cenorojdestvenskaiaïta-(Fe) - Cenotobermorita - Centennialita - Cerchiaraïta-(Al) - Cerchiaraïta-(Fe) - Cerchiaraïta-(Mn) - Ceri - Cerianita-(Ce) - Cerita-(Ce) - Cerita-(La) - Černýita - Cerromojonita - Ceruleïta - Cerussita - Cervandonita-(Ce) - Cervantita - Cervel·leïta - Cesanita - Cesarferreiraïta - Cesarolita - Cesbronita - Cesiodimita - Cesiofarmacosiderita - Cesioquenopiroclor - Cesplumtantita - Cetineïta - Chabourneïta - Chadwickita - Chaidamuïta - Challacolloïta - Chambersita - Chameanita - Chamosita - Chanabayaïta - Changbaiïta - Changchengita - Changesita-(Y) - Changoïta - Chantalita - Chaoïta - Chapmanita - Charleshatchettita - Charlesita - Charmarita - Charoïta - Chatkalita - Chayesita - Chegemita - Chekhovichita - Chelkarita - Chenevixita - Chengdeïta - Chenguodaïta - Chenita - Chenmingita - Chenowethita - Chenzhangruïta - Cheralita - Cheremnykhita - Cherepanovita - Chernikovita - Chernovita-(Y) - Chernykhita - Cherokeeïta - Chervetita - Chesnokovita - Chessexita - Chesterita - Chestermanita - Chevkinita-(Ce) - Chiavennita - Chiappinoïta-(Y) - Chibaïta - Chihmingita - Chihuahuaïta - Childrenita - Chiluïta - Chinchorroïta - Chinleïta-(Ce) - Chinleïta-(Nd) - Chinleïta-(Y) - Chinnerita - Chirvinskyita - Chistyakovaïta - Chivruaiïta - Chiyokoïta - Chkalovita - Chladniïta - Choloalita - Chongita - Chopinita - Chovanita - Chrisstanleyita - Christelita - Christita - Christofschäferita-(Ce) - Chubarovita - Chudobaïta - Chukhrovita-(Ca) - Chukhrovita-(Ce) - Chukhrovita-(Nd) - Chukhrovita-(Y) - Chukochenita - Chukotkaïta - Churchita-(Y) - Chursinita - Chvaleticeïta - Chvilevaïta - Cianciul·liïta - Cianita - Cianocroïta - Cianotriquita - Cianoxalita - Cilindrita - Cinabri - Ciprianiïta - Ciprina - Ciriottiïta - Cirrolita - Clairita - Claraïta - Claringbul·lita - Clarkeïta - Claudetita - Clausthalita - Clearcreekita - Clerita - Cleusonita - Cliffordita - Clinoatacamita - Clinobehoïta - Clinobisvanita - Clinocalcomenita - Clinocervantita - Clinoclasa - Clinoclor - Clinoenstatita - Clinoferriholmquistita - Clinoferroferriholmquistita - Clinoferrosilita - Clinoferrosuenoïta - Clinofosinaïta - Clinohedrita - Clinoholmquistita - Clinohumita - Clinojimthompsonita - Clinokurchatovita - Clinometaborita - Clinooscarkempffita - Clinoptilolita-Ca - Clinoptilolita-K - Clinoptilolita-Na - Clinosafflorita - Clinosofre - Clinosuenoïta - Clinotirolita - Clinotobermorita - Clinoungemachita - Clinozoisita - Clintonita - Clogauïta - Cloncurryita - Cloraluminita - Clorapatita - Clorargirita - Clorartinita - Clorbartonita - Clorel·lestadita - Cloritoide - Clorkyuygenita - Clormagaluminita - Clormanganokalita - Clormayenita - Clorocalcita - Cloromagnesita - Cloromenita - Clorofenicita - Clorotionita - Cloroxifita - Cloudita - Coalingita - Cobaltarthurita - Cobaltaustinita - Cobaltita - Cobaltkieserita - Cobaltkoritnigita - Cobaltlotharmeyerita - Cobaltneustädtelita - Cobaltoblödita - Cobaltomenita - Cobaltpentlandita - Cobalttsumcorita - Cobaltzippeïta - Coccinita - Coconinoïta - Cocromita - Coesita - Coffinita - Cohenita - Coiraïta - Colchesterita - Coldwellita - Colemanita - Colimaïta - Colinowensita - Col·linsita - Colomeraïta - Coloradoïta - Colquiriïta - Columbita-(Fe) - Columbita-(Mg) - Columbita-(Mn) - Colusita - Comancheïta - Combeïta - Comblainita - Compreignacita - Condrodita - Congolita - Conicalcita - Connel·lita - Cookeïta - Coombsita - Cooperita - Coparsita - Copiapita - Coquandita - Coquimbita - Coralloïta - Corderoïta - Cordierita - Cordilita-(Ce) - Cordilita-(La) - Corindó - Corkita - Cornetita - Cornubita - Cornwallita - Coronadita - Correianevesita - Corrensita - Cortesognoïta - Corvusita - Cosalita - Coskrenita-(Ce) - Cosmoclor - Cossaïta - Costibita - Cotunnita - Coulsonita - Coure - Cousinita - Coutinhoïta - Covel·lita - Cowlesita - Coyoteïta - Crandal·lita - Cranswickita - Crawfordita - Creaseyita - Crednerita - Creedita - Crerarita - Crichtonita - Criddleïta - Crimsonita - Criobostryxita - Criolita - Criolitionita - Criptocalcita - Criptohalita - Criptomelana - Criptofil·lita - Crisoberil - Crisocol·la - Crisotal·lita - Crisòtil - Cristobalita - Crocobelonita - Crocoïta - Cromatita - Crombismita - Cromceladonita - Cromferur - Cromiopargasita - Cromita - Crom natiu - Cromfil·lita - Cromodravita - Cromoaluminopovondraïta - Cromschieffelinita - Cromviskontita - Cronstedtita - Cronusita - Crookesita - Crowningshieldita - Cualstibita - Cubanita - Cuboargirita - Cubotioplumbita - Cumengeïta - Cummingtonita - Cupalita - Cuprita - Cuproaurur - Cuprobismutita - Cuprocherokeeïta - Cuprocopiapita - Cuprodobrovolskyita - Cuprodongchuanita - Cuproiridsita - Cuprokalininita - Cupromakopavonita - Cupromakovickyita - Cupromolibdita - Cuproneyita - Cupropavonita - Cupropearceïta - Cupropolibasita - Cuprospinel·la - Cuprorhodsita - Cuprorivaïta - Cuprosenandorita - Cuprosklodowskita - Cuprospinel·la - Cuprostibita - Cuprotungstita - Cuprozheshengita - Curetonita - Curienita - Curita - Currierita - Cuspidina - Cuyaïta - Cuzticita - Cymrita - Cyrilovita - Czochralskiïta

## D
Dachiardita-Ca - Dachiardita-K - Dachiardita-Na - Dacostaïta - Dadsonita - Dagenaisita - Daliranita - Dalnegorskita - Dalnegroïta - Dalyita - Damaraïta - Damiaoïta - Danalita - Danbaïta - Danburita - Danielsita - D'ansita - D'ansita-(Fe) - D'ansita-(Mn) - Dantopaïta - Daomanita - Daqingshanita-(Ce) - Darapiosita - Darapskita - Dargaïta - Darrellhenryita - Dashkovaïta - Datolita - Daubreeïta - Daubreelita - Davanita - Davemaoïta - Davidbrownita-(NH4) - Davidita-(Ce) - Davidita-(La) - Davidita-(Y) - Davidlloydita - Davidsmithita - Davinciïta - Davisita - Davreuxita - Davyna - Dawsonita - Deanesmithita - Debattistiïta - Decagonita - Decatriasartorita - Decrespignyita-(Y) - Deerita - Defernita - Delafossita - Delhayelita - Delhuyarita-(Ce) - Deliensita - Delindeïta - Dellagiustaïta - Del·laïta - Deloneïta - Deloryita - Delrioïta - Deltalumita - Deltanitrogen - Delvauxita - Demagistrisita - Demartinita - Demesmaekerita - Demicheleïta-(Br) - Demicheleïta-(Cl) - Demicheleïta-(I) - Dendoraïta-(NH4) - Denisovita - Denningita - Depmeierita - Derbylita - Derriksita - Dervil·lita - Desautelsita - Descloizita - Desorita - Despujolsita - Dessauïta-(Y) - Destinezita - Deveroïta-(Ce) - Devilliersita - Devil·lina - Devitoïta - Dewindtita - Dewitita - Deynekoïta - Diaboleïta - Diadoquita - Diaforita - Diamant - Diaoyudaoïta - Diàspor - Dickinsonita-(KMnNa) - Dickita - Dickthomssenita - Diegogattaïta - Dienerita - Dietrichita - Dietzeïta - Digenita - Dimorfita - Dingdaohengita-(Ce) - Dinilawiïta - Dinita - Diòpsid - Dioptasa - Dioskouriïta - Direnzoïta - Discrasita - Dissakisita-(Ce) - Dissakisita-(La) - Disulfodadsonita - Dittmarita - Diversilita-(Ce) - Dixenita - Djerfisherita - Djurleïta - Dmisokolovita - Dmisteinbergita - Dmitryivanovita - Dmitryvarlamovita - Dobrovolskyita - Dobšinaïta - Dokuchaevita - Dolerofanita - Dol·laseïta-(Ce) - Dolomita - Doloresita - Domerockita - Domeykita - Domeykita-β - Domitrovicita - Donbassita - Dondoellita - Dongchuanita - Donharrisita - Donnayita-(Y) - Donowensita - Donpeacorita - Donwilhelmsita - Dorallcharita - Dorfmanita - Dorrita - Douglasita - Dovyrenita - Downeyita - Doyleïta - Dozyïta - Dravertita - Dravita - Drechslerita - Dresserita - Dreyerita - Driekopita - Dritsita - Drobecita - Droninoita - Drugmanita - Drysdal·lita - Dualita - Dubińskaïta - Dufrenita - Dufrenoysita - Duftita - Dugganita - Dukeïta - Dulanggouïta - Dumontita - Dumortierita - Dundasita - Durangita - Duranusita - Dusmatovita - Dussertita - Dutkevichita-(Ce) - Dutrowita - Duttonita - Dwornikita - Dymkovita - Dypingita - Dyrnaesita-(La) - Dzhalindita - Dzharkenita - Dzhuluïta - Dzierżanowskita

## E
Eakerita - Earlandita - Earlshannonita - Eastonita - Ecandrewsita - Ecdemita - Eckerita - Eckermannita - Eckhardita - Eclarita - Ecrinsita - Eddavidita - Edenharterita - Edenita - Edgarbaileyita - Edgarita - Edgrewita - Edingtonita - Edoylerita - Edscottita - Edtollita - Edwardsita - Edwindavisita - Efesita - Effenbergerita - Efremovita - Egirina - Eggletonita - Eglestonita - Ehrigita - Ehrleïta - Eifelita - Eirikita - Eitelita - Ekanita - Ekaterinita - Ekatita - Ekebergita - Ekplexita - Elaliïta - Elasmocloïta - Elbaïta - Elbrusita - Eldfellita - Eldragonita - Eleomelanita - Eleonorita - Elgoresyita - Eliopoulosita - Eliseevita - Elkinstantonita - El·lenbergerita - Ellinaïta - Ellingsenita - Elliottita - El·lisita - Elpasolita - Elpidita - Eltyubyuïta - Elyita - Embreyita - Emeleusita - Emilita - Emmerichita - Emmonsita - Emplectita - Empressita - Enargita - Engelhauptita - Englishita - Enigmatita - Enneasartorita - Enricofrancoïta - Enstatita - Eosforita - Epididimita - Epidota - Epidota-(Sr) - Epiebnerita - Epifanovita - Epistilbita - Epistolita - Epsomita - Erazoïta - Ercitita - Erdita - Ericaïta - Ericlaxmanita - Ericssonita - Erikapohlita - Erikjonssonita - Eringaïta - Eriocalcita - Erionita-Ca - Erionita-K - Erionita-Na - Eritrita - Eritrosiderita - Erlianita - Erlichmanita - Ermakovita - Ermeloïta - Ernienickelita - Erniggliïta - Ernstburkeïta - Ernstita - Erssonita - Ertixiïta - Ertlita - Erugita - Erzwiesita - Escandiobabingtonita - Escandiofluoroeckermannita - Escandiowinchita - Escheïta - Escolecita - Esdanaïta-(Ce) - Esfalerita - Esfeniscidita - Esferobertrandita - Esferobismoïta - Esferocobaltita - Eskebornita - Eskimoïta - Eskolaïta - Espadaïta - Esperanzaïta - Esperita - Espinel·la - Espodumena - Esquinita-(Ce) - Esquinita-(Nd) - Esquinita-(Y) - Esquireïta - Esseneïta - Estannita - Estannoidita - Estannopal·ladinita - Estany - Estaurolita - Estercorita - Estibarseni - Estibiconita - Estibina - Estibioclaudetita - Estibiocolumbita - Estibiocolusita - Estibiogoldfieldita - Estibiopal·ladinita - Estibiosegnitita - Estibiotantalita - Estibioustalečita - Estibivanita - Estilbita-Ca - Estilbita-Na - Estilpnomelana - Estronadelfita - Estronalsita - Estroncioborita - Estronciochevkinita - Estronciodresserita - Estronciofarmacosiderita - Estronciofluorita - Estroncioginorita - Estronciohurlbutita - Estronciojoaquinita - Estronciomelana - Estroncioortojoaquinita - Estroncioperloffita - Estroncioruizita - Estronciowhitlockita - Ettringita - Eucairita - Euclasa - Euclorina - Eucriptita - Eucroïta - Eudialita - Eudidimita - Eugenita - Eugsterita - Eulitina - Eurekadumpita - Euxenita-(Y) - Evansita - Evanichita - Evdokimovita - Eveïta - Evenkita - Eveslogita - Evseevita - Ewaldita - Ewingita - Eylettersita - Eyselita - Ezcurrita - Ezochiïta - Eztlita

## F
Fabianita - Fabriesita - Fabritzita - Faheyita - Fahleïta - Faialita - Fairbankita - Fairchildita - Fairfieldita - Faizievita - Falcondoïta - Falgarita - Falkmanita - Falottaïta - Falsterita - Famatinita - Fanfaniïta - Fangita - Fanguangita - Fantappieïta - Farmacoalumita - Farmacolita - Farmacosiderita - Farmazincita - Farneseïta - Farringtonita - Fassinaïta - Favreauïta - Faujasita-Ca - Faujasita-Mg - Faujasita-Na - Faustita - Fedorita - Fedorovskita - Fedotovita - Fehrita - Feiïta - Feinglosita - Feitknechtita - Feklichevita - Felbertalita - Felsőbanyaïta - Fenaksita - Fenaquita - Fencooperita - Fengchengita - Fengruiïta - Fenicocroïta - Feodosiyita - Ferberita - Fercromur - Ferdowsiïta - Fergusonita-(Ce) - Fergusonita-(Ce)-β - Fergusonita-(Nd) - Fergusonita-(Nd)-β - Fergusonita-(Y) - Fergusonita-(Y)-β - Ferhodsita - Fermiïta - Fernandinita - Feroxihita - Ferraioloïta - Ferrarisita - Ferriakasakaïta-(Ce) - Ferriakasakaïta-(La) - Ferrial·lanita-(Ce) - Ferrial·lanita-(La) - Ferriandrosita-(Ce) - Ferriandrosita-(La) - Ferribushmakinita - Ferricopiapita - Ferricoronadita - Ferrierita-K - Ferrierita-Mg - Ferrierita-Na - Ferrierita-NH4 - Ferrifluorocatoforita - Ferrifluoroleakeïta - Ferrifoxita - Ferrighoseïta - Ferrihel·landita-(Ce) - Ferrihol·landita - Ferrihidrita - Ferricatoforita - Ferrikaersutita - Ferrileakeïta - Ferrilotharmeyerita - Ferrimolibdita - Ferrimottanaïta-(Ce) - Ferrimuirita - Ferrinatrita - Ferriobertiïta - Ferripedrizita - Ferriperbøeïta-(Ce) - Ferriperbøeïta-(La) - Ferripirofil·lita - Ferriprehnita - Ferrirockbridgeïta - Ferrisanidina - Ferrisepiolita - Ferrisicklerita - Ferrisimplesita - Ferristrunzita - Ferrisurita - Ferritaramita - Ferrivauxita - Ferriwinchita - Ferro natiu - Ferroactinolita - Ferroåkermanita - Ferroal·luaudita - Ferroaluminoceladonita - Ferroantofil·lita - Ferroberaunita - Ferrobobfergusonita - Ferrobosiïta - Ferrobustamita - Ferrocarfolita - Ferrocatoforita - Ferroceladonita - Ferrochiavennita - Ferrodimolibdenita - Ferroedenita - Ferroefremovita - Ferroericssonita - Ferroferrifluoroleakeïta - Ferroferrihornblenda - Ferroferricatoforita - Ferroferriholmquistita - Ferroferrinybøïta - Ferroferriobertiïta - Ferroferripedrizita - Ferrofettelita - Ferrofluoroedenita - Ferrofluoropedrizita - Ferrogedrita - Ferroglaucòfan - Ferrohexahidrita - Ferrohögbomita-2N2S - Ferroholmquistita - Ferrohornblenda - Ferroindialita - Ferroinnelita - Ferrokentbrooksita - Ferrokësterita - Ferrokinoshitalita - Ferrolaueïta - Ferromerrillita - Ferroniquelplatí - Ferronigerita-2N1S - Ferronigerita-6N6S - Ferronordita-(Ce) - Ferronordita-(La) - Ferropapikeïta - Ferropargasita - Ferropedrizita - Ferrorichterita - Ferrorockbridgeïta - Ferrorodonita - Ferrorosemaryita - Ferrosaponita - Ferroselita - Ferrosilita - Ferroskutterudita - Ferrostalderita - Ferrostrunzita - Ferrotaaffeïta-2N’2S - Ferrotaaffeïta-6N'3S - Ferrotaramita - Ferrotel·lurita - Ferrotiquita - Ferrotitanowodginita - Ferrotochilinita - Ferrotorryweiserita - Ferrotschermakita - Ferrovalleriïta - Ferrovorontsovita - Ferrowodginita - Ferrowyl·lieïta - Ferruccita - Fersmanita - Fersmita - Feruvita - Fervanita - Fetiasita - Fettelita - Feynmanita - Fianelita - Fibroferrita - Fichtelita - Fiedlerita - Fiemmeïta - Filatovita - Filipstadita - Fil·lotungstita - Fil·lowita - Filolitita - Fil·loretina - Filoxenita - Finchita - Finescreekita - Fingerita - Finnemanita - Fischesserita - Fivegita - Fizelyita - Flaggita - Flagstaffita - Flamita - Fleetita - Fleischerita - Fleisstalita - Fletcherita - Flinkita - Flinteïta - Flogopita - Florencita-(Ce) - Florencita-(La) - Florencita-(Nd) - Florencita-(Sm) - Florenskiïta - Florensovita - Flörkeïta - Fluckita - Fluellita - Fluoborita - Fluocerita-(Ce) - Fluocerita-(La) - Fluoralforsita - Fluorannita - Fluorapatita - Fluorapofil·lita-(Cs) - Fluorapofil·lita-(K) - Fluorapofil·lita-(Na) - Fluorapofil·lita-(NH₄) - Fluorarrojadita-(BaFe) - Fluorarrojadita-(BaNa) - Fluorbaritolamprofil·lita - Fluorbritholita-(Ce) - Fluorbritholita-(La) - Fluorbritholita-(Nd) - Fluorbritholita-(Y) - Fluorbuergerita - Fluorcalciobritholita - Fluorcalciomicrolita - Fluorcalciopiroclor - Fluorcalcioromeïta - Fluorcafita - Fluorcanasita - Fluorcannil·loïta - Fluorcarletonita - Fluorcarmoïta-(BaNa) - Fluorchegemita - Fluordravita - Fluorelbaïta - Fluorel·lestadita - Fluorfosfohedifana - Fluorita - Fluorkyuygenita - Fluorlamprofil·lita - Fluorliddicoatita - Fluorluanshiweiïta - Fluormacraeïta - Fluormayenita - Fluornatrocoulsellita - Fluornatromicrolita - Fluornatropiroclor - Fluorocronita - Fluoroedenita - Fluorokinoshitalita - Fluoroleakeïta - Fluoronybøïta - Fluoropargasita - Fluoropedrizita - Fluoroflogopita - Fluororichterita - Fluororiebeckita - Fluorotaramita - Fluorotetraferriflogopita - Fluorotremolita - Fluorowardita - Fluorpiromorfita - Fluorrewitzerita - Fluorrossmanita - Fluorschorl - Fluorsigaiïta - Fluorstrofita - Fluortsilaisita - Fluoruvita - Fluorvesuvianita - Fluorwavel·lita - Flurlita - Foggita - Fogoïta-(Y) - Foitita - Folvikita - Fontanita - Fontarnauïta - Foordita - Footemineïta - Forêtita - Formanita-(Y) - Formicaïta - Fornacita - Forsterita - Fosfamita - Fosfociclita-(Fe) - Fosfociclita-(Ni) - Fosfoel·lenbergerita - Fosfoferrita - Fosfofibrita - Fosfogartrel·lita - Fosfohedifana - Fosfoinnelita - Fosfofil·lita - Fosforrösslerita - Fosfosiderita - Fosfovanadilita-Ba - Fosfovanadilita-Ca - Fosfowalpurgita - Fosfuranilita - Fosgenita - Foshagita - Fosinaïta-(Ce) - Fougerita - Fourmarierita - Fowlerita - Foxita - Fraipontita - Francevil·lita - Franciscanita - Francisita - Franckeïta - Francoanel·lita - Françoisita-(Ce) - Françoisita-(Nd) - Franconita - Frankamenita - Frankdicksonita - Frankhawthorneïta - Franklinfurnaceïta - Franklinita - Franklinfilita - Franksousaïta - Fransoletita - Franzinita - Freboldita - Fredrikssonita - Freedita - Freibergita - Freieslebenita - Freitalita - Fresnoïta - Freudenbergita - Friedelita - Friedrichbeckeïta - Friedrichita - Friisita - Fritzscheïta - Frohbergita - Frolovita - Frondelita - Froodita - Fuchunita - Fuenzalidaïta - Fuettererita - Fukalita - Fukuchilita - Fulbrightita - Fülöppita - Furalumita - Furcalita - Furongita - Furutobeïta - Fuyuanita

## G
Gabrielita - Gabrielsonita - Gachingita - Gadolinita-(Ce) - Gadolinita-(Nd) - Gadolinita-(Y) - Gagarinita-(Ce) - Gagarinita-(Y) - Gageïta - Gahnita - Gaidonnayita - Gainesita - Gaitita - Gajardoïta - Gajardoïta-(NH4) - Galaxita - Galeaclolusita - Galeïta - Galena - Galenobismutita - Galgenbergita-(Ce) - Galileiïta - Galkhaïta - Galliskiïta - Gal·lita - Gal·lobeudantita - Gal·loplumbogummita - Galuskinita - Gamagarita - Gananita - Ganomalita - Ganofil·lita - Ganterita - Gaotaiïta - Garavel·lita - Garmita - Garpenbergita - Garrelsita - Garronita-Ca - Garronita-Na - Gartrellita - Garutiïta - Garyansel·lita - Gasparita-(Ce) - Gasparita-(La) - Gaspeïta - Gatedalita - Gatehouseïta - Gatelita-(Ce) - Gatewayita - Gatumbaïta - Gaudefroyita - Gaultita - Gauthierita - Gayita - Gaylussita - Gazeevita - Gearksutita - Gebhardita - Gedrita - Geerita - Geffroyita - Gehlenita - Geigerita - Geikielita - Gel - Gel-VII - Gelosaïta - Geminita - Gengenbachita - Genplesita - Genkinita - Genthelvita - Geocronita - Georgbarsanovita - Georgbokiïta - Georgechaoïta - Georgeericksenita - Georgeïta - Georgerobinsonita - Georgiadesita - Gerasimovskita - Gerdtremmelita - Gerenita-(Y) - Gerhardtita - Germanita - Germanocolusita - Gersdorffita - Gerstleyita - Gerstmannita - Geschieberita - Getchel·lita - Geuerita - Geversita - Ghiaraïta - Giacovazzoïta - Gianel·laïta - Gibbsita - Giessenita - Giftgrubeïta - Gilalita - Gillardita - Gil·lespita - Gil·lulyita - Gilmarita - Ginelfita - Giniïta - Ginorita - Giorgiosita - Giraudita - Girolita - Girvasita - Gismondina-Ca - Gismondina-Sr - Gittinsita - Giuşcăïta - Giuseppettita - Gjerdingenita-Ca - Gjerdingenita-Fe - Gjerdingenita-Mn - Gjerdingenita-Na - Gladita - Gladiusita - Gladkovskyita - Glagolevita - Glauberita - Glaucocerinita - Glaucocroïta - Glaucodot - Glaucòfan - Glauconita - Glaucosferita - Glecklerita - Glikinita - Glucina - Gluixinskita - Gmalimita - Gmelinita-Ca - Gmelinita-K - Gmelinita-Na - Gobbinsita - Gobelinita - Godlevskita - Godovikovita - Goedkenita - Goethita - Goldfieldita - Goldichita - Goldhillita - Goldmanita - Goldquarryita - Goldschmidtita - Golyshevita - Gonnardita - Gonyerita - Goosecreekita - Gorbunovita - Gorceixita - Gordaïta - Gordonita - Gorerita - Görgeyita - Gormanita - Gortdrumita - Goryainovita - Goslarita - Gottardiïta - Gottlobita - Götzenita - Goudeyita - Gowerita - Goyazita - Graemita - Graeserita - Grafit - Graftonita - Graftonita-(Ca) - Graftonita-(Mn) - Grahampearsonita - Gramaccioliïta-(Y) - Grammatikopoulosita - Grandaïta - Grandidierita - Grandreefita - Grandviewita - Grantsita - Graţianita - Gratonita - Grattarolaïta - Graulichita-(Ce) - Graulichita-(La) - Gravegliaïta - Grayita - Grechishchevita - Greenalita - Greenlizardita - Greenockita - Greenwoodita - Gregoryita - Greifensteinita - Greigita - Grenmarita - Grguricita - Griceïta - Griffinita - Grifita - Grigorievita - Grimaldiïta - Grimmita - Grimselita - Grischunita - Groatita - Grokhovskyita - Grootfonteinita - Grossita - Grossmanita - Grossulària - Groutita - Grumantita - Grumiplucita - Grundmannita - Grunerita - Gruzdevita - Guanacoïta - Guanajuatita - Guanina - Guarinoïta - Guastoniïta-(Y) - Gudmundita - Guerinita - Guettardita - Gugiaïta - Guidottiïta - Guildita - Guil·leminita - Guimarãesita - Guïta - Guix - Guixiangita - Gungerita - Gunmaïta - Gunningita - Günterblassita - Gunterita - Gupeiïta - Gurimita - Gurzhiïta - Gustavita - Gutkovaïta-Mn - Guyanaïta - Gwihabaïta - Gysinita-(Ce) - Gysinita-(La) - Gysinita-(Nd)

## H
Haapalaïta - Hafnó - Hagendorfita - Haggertyita - Häggita - Hagstromita - Haidingerita - Haigerachita - Haineaultita - Hainita-(Y) - Haitaïta-(La) - Haiweeïta - Hakita-(Cd) - Hakita-(Fe) - Hakita-(Hg) - Hakita-(Zn) - Halamishita - Håleniusita-(Ce) - Håleniusita-(La) - Halilsarpita - Halita - Hal·limondita - Hal·loysita - Halotriquita - Halurgita - Hambergita - Hammarita - Hanahanita - Hanauerita - Hanawaltita - Hancockita - Hanjiangita - Hanksita - Hannayita - Hannebachita - Hansblockita - Hansesmarkita - Hanswilkeïta - Hapkeïta - Haradaïta - Hardystonita - Harkerita - Harmotoma - Harmunita - Harrisonita - Harstigita - Hartita - Hasanovita - Hashemita - Hastingsita - Hatchita - Hatertita - Hatrurita - Hauchecornita - Hauckita - Hauerita - Hausmannita - Haüyna - Hawleyita - Hawthorneïta - Haxonita - Haycockita - Haydeeïta - Hayelasdiïta - Haynesita - Haywoodita - Hayyanita - Hazenita - Heamanita-(Ce) - Heazlewoodita - Hechtsbergita - Hectorfloresita - Hectorita - Hedegaardita - Hedenbergita - Hedifana - Hedleyita - Heftetjernita - Heideïta - Heidornita - Heimaeyita - Heimita - Heinrichita - Heisenbergita - Hejtmanita - Heklaïta - Heliofil·lita - Hel·landita-(Ce) - Hel·landita-(Y) - Hel·lyerita - Helmutwinklerita - Helvina - Hematites - Hematofanita - Hematolita - Hemihedrita - Hemimorfita - Hemleyita - Hemloïta - Hemusita - Hendecasartorita - Hendersonita - Hendricksita - Heneuïta - Henmilita - Hennomartinita - Henritermierita - Henryita - Henrymeyerita - Hentschelita - Hephaistosita - Heptasartorita - Herbertsmithita - Hercynita - Herderita - Hereroïta - Hermannjahnita - Hermannroseïta - Herzenbergita - Hessita - Hetaerolita - Heterogenita - Heteromorfita - Heterosita - Heulandita-Ba - Heulandita-Ca - Heulandita-K - Heulandita-Na - Heulandita-Sr - Hewettita - Hexacelsiana - Hexaferro - Hexahidrita - Hexahidroborita - Hexamolibdè - Hexatestibiopaniquelita - Hexatioplumbita - Heyerdahlita - Heyita - Heyrovskýita - Hezuolinita - Hialofana - Hialotequita - Hiärneïta - Hibbingita - Hibonita - Hibonita-(Fe) - Hidalgoïta - Hidrobasaluminita - Hidrobiotita - Hidroboracita - Hidrocalumita - Hidrocenoelsmoreïta - Hidrocenomicrolita - Hidrocenopiroclor - Hidrocenoralstonita - Hidrocerussita - Hidroclorborita - Hidrodelhayelita - Hidrodresserita - Hidroglauberita - Hidrohalita - Hidrohal·loysita - Hidrohonessita - Hidromagnesita - Hidrombobomkulita - Hidroniofarmacoalumita - Hidroniofarmacosiderita - Hidroniojarosita - Hidropascoïta - Hidropiroclor - Hidroredmondita - Hidroxiplumbopiroclor - Hidroromarchita - Hidroscarbroïta - Hidrotalcita - Hidroterskita - Hidrotungstita - Hidrowoodwardita - Hidroxiapofil·lita-(K) - Hidroxicalciomicrolita - Hidroxicalciopiroclor - Hidroxicalcioromeïta - Hidroxicancrinita - Hidroxicenoelsmoreïta - Hidroxicenomicrolita - Hidroxicenopiroclor - Hidroxiferroromeïta - Hidroxilapatita - Hidroxilbastnäsita-(Ce) - Hidroxilbastnäsita-(La) - Hidroxilbastnäsita-(Nd) - Hidroxilbenyacarita - Hidroxilborita - Hidroxilcondrodita - Hidroxilclinohumita - Hidroxiledgrewita - Hidroxilel·lestadita - Hidroxilgugiaïta - Hidroxilhedifana - Hidroxilherderita - Hidroxilpiromorfita - Hidroxilwagnerita - Hidroximanganopiroclor - Hidroximcglassonita-(K) - Hidroxinatropiroclor - Hidrozincita - Hielscherita - Hieratita - Hilairita - Hilarionita - Hilgardita - Hil·lebrandita - Hillesheimita - Hillita - Hingganita-(Ce) - Hingganita-(Nd) - Hingganita-(Y) - Hingganita-(Yb) - Hinsdalita - Hiortdahlita - Hipercinabri - Hiroseïta - Hisingerita - Hitachiïta - Hizenita-(Y) - Hjalmarita - Hloušekita - Hocartita - Hochelagaïta - Hodgesmithita - Hodgkinsonita - Hodrušita - Hoelita - Hoganita - Hogarthita - Høgtuvaïta - Hohmannita - Hokkaidoïta - Holdawayita - Holdenita - Holfertita - Hol·landita - Hol·lingworthita - Hollisterita - Holmquistita - Holtedahlita - Holtita - Holtstamita - Homilita - Honeaïta - Honessita - Hongheïta - Hongshiïta - Honzaïta - Hopeïta - Hoperanchita - Horakita - Horiïta - Hörnesita - Horomanita - Horvathita-(Y) - Höslita - Hotsonita - Housleyita - Howardevansita - Howieïta - Howlita - Hrabakita - Hsianghualita - Huanghoïta-(Ce) - Huanghoïta-(Nd) - Huangita - Huanzalaïta - Hubeïta - Hübnerita - Huemulita - Huenita - Hügelita - Hughesita - Huizingita-(Al) - Hulsita - Humberstonita - Humboldtina - Humita - Hummerita - Hunchunita - Hundholmenita-(Y) - Hungchaoïta - Huntita - Huntingdonita - Hureaulita - Hurlbutita - Hutcheonita - Hutchinsonita - Huttonita - Hyblerita - Hylbrownita - Hyršlita - Hyttsjöïta

## I
Ianbruceïta - Iangreyita - Iantinita - Ichnusaïta - Icosaedrita - Idaïta - Idrialita - Ierxovita - Igelströmita - Iimoriïta-(Y) - Ikaïta - Ikorskyita - Ikranita - Ikunolita - Ilesita - Ilimaussita-(Ce) - Ilinskita - Ilirneyita - Il·lita - Illoqita-(Ce) - Ilmajokita - Ilmenita - Ilsemannita - Iltisita - Ilvaïta - Ilyukhinita - Imandrita - Imayoshiïta - Imhofita - Imiterita - Imogolita - Inaglyita - Incomsartorita - Inderborita - Inderita - Indi - Indialita - Indigirita - Indita - Inesita - Ingersonita - Ingodita - Innelita - Innsbruckita - Insizwaïta - Intersilita - Inyoïta - Iodargirita - Iowaïta - Iquiqueïta - Iranita - Iraqita-(La) - Irarsita - Irhtemita - Iridarsenita - Iridi - Iriginita - Irinarassita - Irtyshita - Iseïta - Ishiharaïta - Ishikawaïta - Iskandarovita - Isoclasita - Isocubanita - Isoferroplatí - Isokita - Isolueshita - Isomertieïta - Isovita - Isselita - Itelmenita - Itoigawaïta - Itoïta - Itriaïta-(Y) - Itrialita-(Y) - Itrocolumbita-(Y) - Itrocrasita-(Y) - Itrotantalita-(Y) - Itrotungstita-(Ce) - Itrotungstita-(Nd) - Itrotungstita-(Y) - Itsiïta - Ivanyukita-Cu - Ivanyukita-K - Ivanyukita-Na - Ivsita - Iwakiïta - Iwashiroïta-(Y) - Iwateïta - Ixiolita-(Fe2+) - Ixiolita-(Mn2+) - Iyoïta - Izoklakeïta

## J
Jachymovita - Jacobsita - Jacquesdietrichita - Jacutingaïta - Jadarita - Jadeïta - Jaffeïta - Jagoïta - Jagowerita - Jagüeïta - Jahnsita-(CaFeMg) - Jahnsita-(CaMnFe) - Jahnsita-(CaMnMg) - Jahnsita-(CaMnMn) - Jahnsita-(CaMnZn) - Jahnsita-(MnMnFe) - Jahnsita-(MnMnMg) - Jahnsita-(MnMnMn) - Jahnsita-(MnMnZn) - Jahnsita-(NaFeMg) - Jahnsita-(NaMnMg) - Jahnsita-(NaMnMn) - Jaipurita - Jakobssonita - Jalpaïta - Jamborita - Jamesita - Jamesonita - Janchevita - Janggunita - Janhaugita - Jankovićita - Jarandolita - Jarlita - Jarosewichita - Jarosita - Jaskolskiïta - Jasmundita - Jasonsmithita - Jasrouxita - Jaszczakita - Javorieïta - Jeanbandyita - Jeankempita - Jedwabita - Jeffbenita - Jeffreyita - Jennita - Jensenita - Jentschita - Jeppeïta - Jeremejevita - Jerrygibbsita - Jervisita - Ježekita - Jianmuïta - Jianshuiïta - Jimboïta - Jimthompsonita - Jingsuiïta - Jingwenita-(Y) - Jinshajiangita - Jixianita - Joanneumita - Joaquinita-(Ce) - Joegoldsteinita - Joëlbruggerita - Joesmithita - Johachidolita - Johanngeorgenstadtita - Johannita - Johannsenita - Johil·lerita - Johnbaumita - Johninnesita - Johnjamborita - Johnkoivulaïta - Johnsenita-(Ce) - Johnsomervilleïta - Johntomaïta - Johnwalkita - Jôkokuïta - Joliotita - Jol·liffeïta - Jonassonita - Jonesita - Jonlarsenita - Joosteïta - Jordanita - Jordisita - Jørgensenita - Jörgkellerita - Joseïta-A - Joseïta-B - Joteïta - Jouravskita - Juabita - Juangodoyita - Juanita - Juanitaïta - Juansilvaïta - Julgoldita-(Fe2+) - Julgoldita-(Fe3+) - Julgoldita-(Mg) - Julienita - Jungita - Junitoïta - Junoïta - Juonniïta - Jurbanita - Jusita - Juxingita

## K
Kaatialaïta - Kabalovita - Kadyrelita - Kaersutita - Kahlenbergita - Kahlerita - Kainosita-(Y) - Kainotropita - Kaitianita - Kalborsita - Kalgoorlieïta - Kaliborita - Kalicinita - Kalifersita - Kalininita - Kalinita - Kaliocalcita - Kaliofilita - Kalistroncita - Kalital·lita - Kalsilita - Kalungaïta - Kamaishilita - Kamarizaïta - Kambaldaïta - Kamchatkita - Kamenevita - Kamiokita - Kamitugaïta - Kamotoïta-(Y) - Kampelita - Kampfita - Kamphaugita-(Y) - Kanatzidisita - Kanemita - Kangita - Kangjinlaïta - Kaňkita - Kannanita - Kanoïta - Kanonaïta - Kanonerovita - Kantorita - Kaolinita - Kapellasita - Kapitsaïta-(Y) - Kapundaïta - Kapustinita - Karasugita - Karelianita - Karenwebberita - Karibibita - Karlditmarita - Karlita - Karlleuita - Karlseifertita - Karnasurtita-(Ce) - Karpenkoïta - Karpinskita - Karpovita - Kartxevskiïta - Karupmøllerita-Ca - Karwowskiïta - Kasatkinita - Kashinita - Kaskasita - Kasolita - Kassita - Kastningita - Katanita - Katayamalita - Katerinopoulosita - Katiarsita - Katoïta - Katsarosita - Kawazulita - Kayrobertsonita - Kayupovaïta - Kazakhstanita - Kazakovita - Kazanskyita - Kaznakhtita - Keckita - Kegelita - Kegginita - Keilita - Keithconnita - Keiviïta-(Y) - Keiviïta-(Yb) - Keldyshita - Kel·lyïta - Kelyanita - Kemmlitzita - Kempita - Kenhsuïta - Kenngottita - Kennygayita - Kentbrooksita - Kentrolita - Kenyaïta - Keplerita - Kerimasita - Kernita - Kernowita - Kesebolita-(Ce) - Kësterita - Kettnerita - Keutschita - Keyita - Keystoneïta - Khademita - Khaidarkanita - Khamrabaevita - Khanneshita - Kharaelakhita - Khatirkita - Khesinita - Khibinskita - Khinita - Khmaralita - Khomyakovita - Khorixasita - Khrenovita - Khristovita-(Ce) - Khurayyimita - Khvorovita - Kiddcreekita - Kidwel·lita - Kieftita - Kieserita - Kihlmanita-(Ce) - Kilchoanita - Kil·lalaïta - Kimrobinsonita - Kimuraïta-(Y) - Kimzeyita - Kingita - Kingsgateïta - Kingsmountita - Kingstonita - Kinichilita - Kinoïta - Kinoshitalita - Kintoreïta - Kipushita - Kircherita - Kirchhoffita - Kirkiïta - Kirschsteinita - Kiryuïta - Kishonita - Kitagohaïta - Kitkaïta - Kittatinnyita - Kladnoïta - Klajita - Klaprothita - Klebelsbergita - Kleberita - Kleemanita - Kleinita - Klöchita - Klockmannita - Klyuchevskita - Knasibfita - Knorringita - Koashvita - Kobeïta-(Y) - Kobellita - Kobokoboïta - Kobyashevita - Kochita - Kochkarita - Kochsandorita - Kodamaïta - Koechlinita - Koenenita - Kogarkoïta - Kojonenita - Kokchetavita - Kokinosita - Koksharovita - Koktaïta - Kolarita - Kolbeckita - Kolfanita - Kolicita - Kolimita - Kolitschita - Kollerita - Kolovratita - Kolskyita - Kolwezita - Komarovita - Kombatita - Komkovita - Konderita - Koninckita - Kononovita - Konyaïta - Koragoïta - Koritnigita - Kornelita - Kornerupina - Korobitsynita - Korshunovskita - Koryakita - Korzhinskita - Kosnarita - Kostovita - Kostylevita - Kotoïta - Kottenheimita - Köttigita - Kotulskita - Koutekita - Kovdorskita - Kozłowskiïta - Kozoïta-(La) - Kozoïta-(Nd) - Kozyrevskita - Kraisslita - Kralikita - Krasheninnikovita - Krasnoïta - Krasnoshteinita - Krasnovita - Kratochvilita - Krausita - Krauskopfita - Krautita - Kravtsovita - Kreiterita - Kremersita - Krennerita - Krettnichita - Kriatxkoïta - Kribergita - Krieselita - Krinovita - Kristiansenita - Kristjanita - Krivovichevita - Kröhnkita - Krotita - Kroupaïta - Krugerita - Kruijenita - Krupičkaïta - Krupkaïta - Krut'aïta - Krutovita - Kryzhanovskita - Ktenasita - Kuannersuïta-(Ce) - Kudriavita - Kudryavtsevaïta - Kufahrita - Kukharenkoïta-(Ce) - Kukharenkoïta-(La) - Kukisvumita - Kuksita - Kulanita - Kuliginita - Kuliokita-(Y) - Kulkeïta - Kullerudita - Kumdykolita - Kummerita - Kumtyubeïta - Kunatita - Kupčikita - Kupletskita - Kupletskita-(Cs) - Kuramita - Kuranakhita - Kuratita - Kurchatovita - Kurgantaïta - Kurilita - Kurnakovita - Kurumsakita - Kusachiita - Kushiroïta - Kutinaïta - Kutnohorita - Kuvaevita - Kuzelita - Kuzmenkoïta-Mn - Kuzmenkoïta-Zn - Kuzminita - Kuznetsovita - Kvačekita - Kvanefjeldita - Kyawthuïta - Kyrgyzstanita - Kyzylkumita

## L
Laachita - Labirintita - Labuntsovita-Fe - Labuntsovita-Mg - Labuntsovita-Mn - Lacroixita - Laffittita - Laflammeïta - Laforêtita - Lafossaïta - Lagalyita - Lahnsteinita - Laihunita - Laitakarita - Lakargiïta - Lakebogaïta - Lalondeïta - Lammerita - Lamprofil·lita - Lanarkita - Landauïta - Landesita - Långbanita - Långbanshyttanita - Langbeinita - Langhofita - Langisita - Langita - Lanmuchangita - Lannonita - Lansfordita - Lantanita-(Ce) - Lantanita-(La) - Lantanita-(Nd) - Lapeyreïta - Laphamita - Lapieïta - Laplandita-(Ce) - Laptevita-(Ce) - Larderel·lita - Larissaïta - Larnita - Larosita - Larsenita - Lasalita - Lasnierita - Latiumita - Latrappita - Latzulita - Latzurita - Laueïta - Laumontita - Launayita - Lauraniïta - Laurelita - Laurentianita - Laurentthomasita - Laurionita - Laurita - Lausenita - Lautarita - Lautenthalita - Lautita - Lavendulana - Låvenita - Laverovita - Lavinskyita - Lavoisierita - Lavrentievita - Lawrencita - Lawsonbauerita - Lawsonita - Lazaraskeïta - Lazarenkoïta - Lazaridisita - Leadamalgama - Leadhil·lita - Lebedevita - Lechatelierita - Lechnerita - Lecontita - Lecoqita-(Y) - Lednevita - Leesita - Lefontita - Legrandita - Leguernita - Lehmannita - Lehnerita - Leifita - Leightonita - Leisingita - Leiteïta - Lemanskiïta - Lemmleinita-Ba - Lemmleinita-K - Lemoynita - Lenaïta - Lengenbachita - Leningradita - Lennilenapeïta - Lenoblita - Leogangita - Leonardsenita - Leonita - Leoszilardita - Lepageïta - Lepersonnita-(Gd) - Lepersonnita-(Nd) - Lepidocrocita - Lepidolita - Lepkhenelmita-Zn - Lermontovita - Lesukita - Letovicita - Leucita - Leucofanita - Leucofenicita - Leucofosfita - Leucosfenita - Leucostaurita - Levantita - Leverettita - Levinsonita-(Y) - Levyclaudita - Levyna-Ca - Levyna-Na - Leybovita-K - Leydetita - Lianbinita - Liandratita - Liangjunita - Libbyita - Liberita - Libethenita - Liddicoatita - Liebauïta - Liebenbergita - Liebermannita - Liebigita - Liguowuïta - Likasita - Lileyita - Lil·lianita - Limousinita - Linarita - Lindackerita - Lindbergita - Lindgrenita - Lindqvistita - Lindsleyita - Lindströmita - Linekita - Lingbaoïta - Lingunita - Linneïta - Lintisita - Linzhiïta - Liottita - Lipscombita - Lipuïta - Liraïta - Liroconita - Lisanita - Lisetita - Lishiïta - Lishizhenita - Lisiguangita - Lisitsynita - Liskeardita - Lislkirchnerita - Litargiri - Litiomarsturita - Litiofilita - Litioforita - Litiofosfat - Litiotantita - Litiowodginita - Litidionita - Litochlebita - Litosita - Litvinskita - Liudongshengita - Liuïta - Liveingita - Liversidgeïta - Livingstonita - Lizardita - Llantenesita - Lobanovita - Lokkaïta-(Y) - Löllingita - Lombardoïta - Lomonossovita - Londonita - Lonecreekita - Loomisita - Loparita-(Ce) - Lopatkaïta - Lopezita - Lorandita - Loranskita-(Y) - Lorenzenita - Loseyita - Lotharmeyerita - Loudounita - Loughlinita - Louisfuchsita - Lourenswalsita - Lovdarita - Loveringita - Lovozerita - Löweïta - Luanheïta - Luanshiweiïta - Luberoïta - Luboržakita - Lucabindiïta - Lucasita-(Ce) - Lucasita-(La) - Lucchesiïta - Luddenita - Ludjibaïta - Ludlamita - Ludlockita - Ludwigita - Lueshita - Luetheïta - Luinaïta-(OH) - Lukechangita-(Ce) - Lukkulaisvaaraïta - Lukrahnita - Lulzacita - Lumsdenita - Lüneburgita - Lunijianlaïta - Lun'okita - Luobusaïta - Luogufengita - Lusernaïta-(Y) - Lussierita - Luxembourgita - Luzonita - Lyonsita

## M
Macaulayita - Macdonaldita - Macedonita - Macfal·lita - Machatschkiïta - Machiïta - Macivorita - Mackayita - Mackinawita - Macphersonita - Macquartita - Macraeïta - Madeiraïta - Madocita - Magadiïta - Magbasita - Magganasita - Maghagendorfita - Maghemita - Maghrebita - Magnanelliïta - Magneliïta - Magnesioalterita - Magnesioarfvedsonita - Magnesioaubertita - Magnesiobeltrandoïta-2N3S - Magnesiobermanita - Manaevita-(Ce) - Magnesiocanutita - Magnesiocarfolita - Magnesiocloritoide - Magnesioclorofenicita - Magnesiocromita - Magnesiocopiapita - Magnesiocoulsonita - Magnesiodumortierita - Magnesiodutrowita - Magnesioferrifluorohornblenda - Magnesioferrihornblenda - Magnesioferrita - Magnesiofluckita - Magnesiofluoroarfvedsonita - Magnesiofluorohastingsita - Magnesiofoitita - Magnesiohastingsita - Magnesiohatertita - Magnesiohögbomita-2N2S - Magnesiohögbomita-2N3S - Magnesiohögbomita-2N4S - Magnesiohögbomita-6N12S - Magnesiohögbomita-6N6S - Magnesiohornblenda - Magnesiohulsita - Magnesiokoritnigita - Magnesioleydetita - Magnesiolucchesiïta - Magnesioneptunita - Magnesionigerita-2N1S - Magnesionigerita-6N6S - Magnesiopascoïta - Magnesioqingheiïta - Magnesioriebeckita - Magnesiorowlandita-(Y) - Magnesiostaurolita - Magnesiotaaffeïta-2N'2S - Magnesiotaaffeïta-6N'3S - Magnesiovesuvianita - Magnesiovoltaïta - Magnesiozippeïta - Magnesita - Magnetita - Magnetoplumbita - Magnioursilita - Magnolita - Magnussonita - Magselita - Mahnertita - Maikainita - Majakita - Majindeïta - Majorita - Majzlanita - Makarochkinita - Makatita - Mäkinenita - Makotoïta - Makovickyita - Malanita - Malaquita - Malayaïta - Maldonita - Maleevita - Maletoyvayamita - Malhmoodita - Malinkoïta - Mal·ladrita - Mal·lardita - Mallestigita - Malyshevita - Mambertiïta - Mammothita - Mampsisita - Manaevita-(Ce) - Manaksita - Manandonita - Mandarinoïta - Maneckiïta - Manganarsita - Manganbabingtonita - Manganbeliankinita - Manganberzeliïta - Manganès - Manganflurlita - Mangangordonita - Manganhumita - Manganiakasakaïta-(La) - Manganiandrosita-(Ce) - Manganiandrosita-(La) - Manganiceladonita - Manganidellaventuraïta - Manganieckermannita - Manganilvaïta - Manganiobertiïta - Manganipargasita - Manganita - Manganlotharmeyerita - Manganoarrojadita-(KNa) - Manganobadalovita - Manganoblödita - Manganocromita - Manganoeudialita - Manganoferrieckermannita - Manganohatertita - Manganohörnesita - Manganokaskasita - Manganokhomyakovita - Manganokukisvumita - Manganolangbeinita - Manganomanganiungarettiïta - Manganonaujakasita - Manganoneptunita - Manganonewberyita - Manganonordita-(Ce) - Manganoquadratita - Manganosegelerita - Manganoshadlunita - Manganosita - Manganostibita - Manganotiquita - Manganvesuvianita - Mangazeïta - Manitobaïta - Manjiroïta - Mannardita - Mansfieldita - Mantienneïta - Manuelarossiïta - Maohokita - Maoniupingita-(Ce) - Mapimita - Mapiquiroïta - Marathonita - Marcassita - Marchettiïta - Marcobaldiïta - Marecottita - Margaritasita - Margarita - Margarosanita - Mariakrita - Marialita - Marianoïta - Marićita - Maricopaïta - Mariinskita - Marinaïta - Marinellita - Marioantofil·liïta - Markascherita - Markcooperita - Markeyita - Markhininita - Marklita - Markwelchita - Marokita - Marrita - Marrucciïta - Marsaalamita-(Y) - Marshita - Marsturita - Marthozita - Martinandresita - Martinita - Martyita - Marumoïta - Maruyamaïta - Masaitisita - Mascagnita - Maslovita - Massicot - Masutomilita - Masuyita - Mathesiusita - Mathewrogersita - Mathiasita - Matildita - Matioliïta - Matlockita - Matsubaraïta - Mattagamita - Matteuccita - Mattheddleïta - Matthiasweilita - Matulaïta - Matyhita - Maucherita - Mauriziodiniïta - Maurogemmiïta - Mavlyanovita - Mawbyita - Mawsonita - Maxwellita - Mayingita - Mazorita - Mazzettiïta - Mazzita-Mg - Mazzita-Na - Mbobomkulita - Mcal·listerita - Mcalpineïta - Mcauslanita - Mcbirneyita - Mcconnel·lita - Mccril·lisita - Mcgillita - Mcgovernita - Mcguinnessita - Mckelveyïta-(Nd) - Mckelveyita-(Y) - Mckinstryita - Mcnearita - Medaïta - Medenbachita - Medvedevita - Meerschautita - Megaciclita - Megakalsilita - Megawita - Meionita - Meieranita - Meierita - Meifuïta - Meisserita - Meitnerita - Meixnerita - Meizhouïta - Mejillonesita - Melanarsita - Melanocerita-(Ce) - Melanoflogita - Melanostibita - Melanotekita - Melanotal·lita - Melanovanadita - Melansonita - Melanterita - Melcherita - Melifanita - Melkovita - Melliniïta - Mel·lita - Mellizinkalita - Melonita - Melonjosephita - Menchettiïta - Mendelevita-(Ce) - Mendelevita-(Nd) - Mendigita - Mendipita - Mendozavilita-KCa - Mendozavilita-NaCu - Mendozavilita-NaFe - Mendozita - Meneghinita - Menezesita - Mengeïta - Mengxianminita - Meniaylovita - Menshikovita - Menzerita-(Y) - Mercal·lita - Mercuri - Mereheadita - Mereiterita - Merelaniïta - Merenskyita - Meridianiïta - Merlinoïta - Merrihueïta - Merrillita - Mertieïta-I - Mertieïta-II - Merwinita - Mesaïta - Mesolita - Messelita - Metaaluminita - Metaalunògen - Metaankoleïta - Metaautunita - Metaborita - Metacalciouranoïta - Metacinabri - Metadelrioïta - Metahaiweeïta - Metaheimita - Metaheinrichita - Metahewettita - Metahohmannita - Metakahlerita - Metakirchheimerita - Metaköttigita - Metalodevita - Metamunirita - Metanatroautunita - Metanovačekita - Metarauchita - Metarossita - Metasaleeïta - Metaschoderita - Metaschoepita - Metasideronatrita - Metastibnita - Metastudtita - Metaswitzerita - Metatamboïta - Metathenardita - Metatorbernita - Metatyuyamunita - Metauramphita - Metauranocircita - Metauranopilita - Metauranospinita - Metauroxita - Metavandendriesscheïta - Metavanmeersscheïta - Metavanuralita - Metavariscita - Metavauxita - Metavivianita - Metavoltina - Metazel·lerita - Metazeunerita - Meurigita-K - Meurigita-Na - Meyerhofferita - Meymacita - Meyrowitzita - Mgriïta - Mianningita - Miargirita - Miassita - Michalskiïta - Micheelsenita - Michenerita - Michitoshiïta-(Cu) - Microclina - Microlita - Microsommita - Midbarita - Middendorfita - Middlebackita - Mieïta-(Y) - Miersita - Miessiïta - Miguelromeroïta - Miharaïta - Mikasaïta - Mikecoxita - Mikehowardita - Mikenewita - Milanriederita - Milarita - Milkovoïta - Mil·lerita - Mil·lisita - Mil·losevichita - Millsita - Milotaïta - Mimetita - Minakawaïta - Minasragrita - Mineevita-(Y) - Minehil·lita - Minguzzita - Mini - Minjiangita - Minnesotaïta - Minohlita - Minrecordita - Minyulita - Mirabilita - Mirnyita - Misakiïta - Misenita - Miserita - Mitridatita - Mitrofanovita - Mitryaevaïta - Mitscherlichita - Mixita - Miyahisaïta - Miyawakiïta-(Y) - Mizraïta-(Ce) - Moabita - Moctezumita - Modderita - Modraïta - Moëloïta - Moganita - Mogovidita - Mohita - Möhnita - Mohrita - Moiraïta - Moissanita - Mojaveïta - Molibdenita - Molibdita - Molibdofornacita - Molibdomenita - Molibdofil·lita - Molinelloïta - Molisita - Moluranita - Momoiïta - Monazita-(Ce) - Monazita-(Gd) - Monazita-(La) - Monazita-(Nd) - Monazita-(Sm) - Moncheïta - Monchetundraïta - Monetita - Mongolita - Monipita - Monimolita - Monohidrocalcita - Montanita - Montbrayita - Montdorita - Montebrasita - Monteneroïta - Monteneveïta - Monteponita - Monteregianita-(Y) - Montesommaïta - Montetrisaïta - Montgomeryita - Monticel·lita - Montmoril·lonita - Montroseïta - Montroyalita - Montroydita - Mooihoekita - Moolooïta - Mooreïta - Moorhouseïta - Mopungita - Moraesita - Moragita - Moraskoïta - Mordenita - Moreauïta - Morelandita - Morenosita - Morimotoïta - Morinita - Morleyita - Morningstarita - Morozeviczita - Morrisonita - Mosandrita-(Ce) - Moschelita - Moschellandsbergita - Moscovita - Mosesita - Moskvinita-(Y) - Mössbauerita - Mottanaita-(Ce) - Mottramita - Motukoreaïta - Mounanaïta - Mountainita - Mountkeithita - Mourita - Moxuanxueïta - Moydita-(Y) - Mozartita - Mozgovaïta - Mpororoïta - Mrazekita - Mroseïta - Mückeïta - Muirita - Mukhinita - Müllerita - Mullita - Mummeïta - Munakataïta - Mundita - Mundrabil·laïta - Munirita - Muonionalustaïta - Murakamiïta - Murashkoïta - Murataïta-(Y) - Murchisita - Murdochita - Murmanita - Murphyita - Murunskita - Museumita - Mushistonita - Muskoxita - Muthmannita - Mutinaïta - Mutnovskita

## N
Naalasita - Nabafita - Nabalamprofil·lita - Nabateaïta - Nabesita - Nabiasita - Nabimusaïta - Nabokoïta - Nacafita - Nacareniobsita-(Ce) - Nacareniobsita-(Nd) - Nacareniobsita-(Y) - Nacrita - Nadorita - Nafeasita - Nafertisita - Nagashimalita - Nagelschmidtita - Nagyagita - Nahcolita - Nahpoïta - Nakauriïta - Nakkaalaaqita - Naldrettita - Nalipoïta - Nalivkinita - Namansilita - Nambulita - Namibita - Namuwita - Nancyrossita - Nanlingita - Nannoniïta - Nanpingita - Nantokita - Napoliïta - Naquita - Narsarsukita - Nashita - Nasinita - Nasledovita - Nasonita - Nastrofita - Nataliakulikita - Nataliyamalikita - Natalyita - Natanita - Natisita - Natrita - Natró - Natroaftitalita - Natroalunita - Natroboltwoodita - Natrocalcita - Natrodufrenita - Natrofarmacoalumita - Natrofarmacosiderita - Natrofilita - Natrofosfat - Natroglaucocerinita - Natrojarosita - Natrokomarovita - Natrolemoynita - Natrolita - Natromarkeyita - Natromelansonita - Natronambulita - Natroniobita - Natropalermoïta - Natrosilita - Natrosulfatourea - Natrotantita - Natrotitanita - Natrouranospinita - Natrowalentaïta - Natroxalat - Natrozippeïta - Naujakasita - Naumannita - Navajoïta - Navrotskyita - Nazarchukita - Nazarovita - Nchwaningita - Nealita - Nechelyustovita - Nefedovita - Negevita - Neighborita - Nekoïta - Nekrasovita - Nelenita - Neltnerita - Nenadkevichita - Neotocita - Nefelina - Nepouïta - Nepskoeïta - Neptunita - Neskevaaraïta-Fe - Nesquehonita - Nestolaïta - Neustädtelita - Nevadaïta - Nevskita - Newberyita - Neyita - Nežilovita - Niahita - Niasita - Nickolayita - Nicromita - Nickenichita - Nicksobolevita - Niedermayrita - Nielsbohrita - Nielsenita - Nierita - Nifontovita - Nigelcookita - Niggliïta - Niigataïta - Nikischerita - Nikmelnikovita - Niksergievita - Nimita - Ningyoïta - Niningerita - Niobobaotita - Niobocarbur - Nioboesquinita-(Ce) - Nioboesquinita-(Y) - Niobofil·lita - Nioboheftetjernita - Nioboholtita - Nioboixiolita-(Fe³⁺) - Nioboixiolita-(Mn²⁺) - Nioboixiolita-(◻) - Niobokupletskita - Niocalita - Nipalarsita - Nipeiïta-(Ce) - Níquel natiu - Niquelalumita - Niquelaustinita - Niquelbischofita - Niquelblödita - Niquelboussingaultita - Niquelfosfur - Niquelhexahidrita - Niquelina - Niquellotharmeyerita - Niquelpicromerita - Niquelschneebergita - Niquelskutterudita - Niqueltalmessita - Niqueltyrrel·lita - Niqueltsumcorita - Niquelzippeïta - Nisbita - Nishanbaevita - Nisnita - Nissonita - Nitratina - Nitre - Nitrobarita - Nitrocalcita - Nitromagnesita - Nitroplumbita - Nitscheïta - Niveolanita - Nixonita - Nizamoffita - Nobleïta - Noelbensonita - Nöggerathita-(Ce) - Nolanita - Nollmotzita - Nolzeïta - Nontronita - Noonkanbahita - Norbergita - Nordenskiöldina - Nordgauïta - Nordita-(Ce) - Nordita-(La) - Nordstrandita - Nordströmita - Norilskita - Normandita - Norrishita - Norsethita - Northstarita - Northupita - Noseana - Novačekita-I - Novačekita-II - Novakita - Novgorodovaïta - Novikovita - Novodneprita - Novograblenovita - Nowackiïta - Nsutita - Nuffieldita - Nukundamita - Nul·laginita - Numanoïta - Nuragheïta - Nuwaïta - Nybøïta - Nyerereïta - Nyholmita

## O
Oberthürita - Oberwolfachita - Oboniobita - Oboyerita - Obradovicita-KCu - Obradovicita-NaCu - Obradovicita-NaNa - O'danielita - Odigitriaïta - Odikhinchaïta - Odinita - Odintsovita - Oenita - Offretita - Oftedalita - Ogdensburgita - Ognitita - Ohmilita - Ohtaniïta - Ojuelaïta - Okanoganita-(Y) - Okayamalita - Okenita - Okhotskita - Okieïta - Okruginita - Okruschita - Oldhamita - Oldsita-(K) - Olekminskita - Olenita - Olimpita - Olgafrankita - Olgita - Olivenita - Olkhonskita - Olmiïta - Olmsteadita - Olsacherita - Olsenita - Olshanskyita - Omariniïta - Omeiïta - Omfacita - Ominelita - Omongwaïta - Omsita - Ondrušita - Oneillita - Onoratoïta - Oosterboschita - Ootannita - Òpal - Ophirita - Oppenheimerita - Or natiu - Orcelita - Ordoñezita - Örebroïta - Oregonita - Oreillyita - Organovaïta-Mn - Organovaïta-Zn - Orickita - Orientita - Orlandiïta - Orlovita - Orlymanita - Orpiment - Orschallita - Ortobrannerita - Ortoclasa - Ortocuproplatí - Ortojoaquinita-(Ce) - Ortojoaquinita-(La) - Ortominasragrita - Ortopinakiolita - Ortoserpierita - Ortowalpurgita - Osakaïta - Osarizawaïta - Osarsita - Osbornita - Oscarkempffita - Oskarssonita - Osmi - Osumilita - Osumilita-(Mg) - Oswaldpeetersita - Otavita - Otjisumeïta - Ottemannita - Ottensita - Ottohahnita - Ottoïta - Ottrelita - Otwayita - Oulankaïta - Ourayita - Oursinita - Ovamboïta - Overita - Owensita - Owyheeïta - Oxammita - Oxibismutomicrolita - Oxicalciomicrolita - Oxicalciopiroclor - Oxicalcioromeïta - Oxicromodravita - Oxidravita - Oxiflogopita - Oxifoitita - Oxiitriobetafita-(Y) - Oxikinoshitalita - Oxinatromicrolita - Oxiplumbopiroclor - Oxiplumboromeïta - Oxischorl - Oxistannomicrolita - Oxistibiomicrolita - Oxivanadiodravita - Oxivanita - Oxomagnesiohastingsita - Oxomanganileakeïta - Oyelita - Oyonita - Ozernovskita - Ozerovaïta

## P
Pääkkönenita - Paarita - Pabellondepicaïta - Pabstita - Paceïta - Pachnolita - Packratita - Paddlewheelita - Padĕraïta - Padmaïta - Paganoïta - Pahasapaïta - Painita - Pakhomovskyita - Palarstanur - Palenzonaïta - Palermoïta - Pal·ladi - Pal·ladinita - Pal·ladoarsenur - Pal·ladobismutarsenur - Pal·ladodimita - Pal·ladogermanur - Pal·ladosilicur - Pal·ladotal·lita - Pal·ladseïta - Palmierita - Palygorskita - Pampaloïta - Panasqueiraïta - Pandoraïta-Ba - Pandoraïta-Ca - Panethita - Panguïta - Panichiïta - Panskyita - Pansnerita - Panunzita - Paolovita - Papagoïta - Papikeïta - Paqueïta - Paraalumohidrocalcita - Paraberzeliïta - Parabrandtita - Parabutlerita - Paracelsiana - Paracoquimbita - Paracostibita - Paradamita - Paradimorfita - Paradocrasita - Paradsasvarita - Parahibbingita - Paraierxovita - Parafiniukita - Parafransoletita - Parageorgbokiïta - Paragonita - Paraguanajuatita - Parahopeïta - Parakeldyshita - Parakuzmenkoïta-Fe - Paralabuntsovita-Mg - Paralammerita - Paralaurionita - Paralstonita - Paramarkeyita - Paramelaconita - Paramendozavilita - Paramolibdomenita - Paramontroseïta - Paranatisita - Paranatrolita - Paraniïta-(Y) - Paraotwayita - Parapierrotita - Pararaisaïta - Pararammelsbergita - Pararealgar - Pararobertsita - Parascandolaïta - Pararsenolamprita - Parascandolaïta - Paraschachnerita - Paraschoepita - Parascholzita - Parascorodita - Parasibirskita - Parasterryita - Parasimplesita - Paratacamita - Paratacamita-(Mg) - Paratacamita-(Ni) - Paratel·lurita - Paratimroseïta - Paratobermorita - Paratooïta-(La) - Paratsepinita-Ba - Paratsepinita-Na - Paraumbita - Paravauxita - Paravinogradovita - Parawulffita - Pargasita - Parisita-(Ce) - Parisita-(La) - Parisita-(Nd) - Parkerita - Parkinsonita - Parnauïta - Parsettensita - Parsonsita - Partheïta - Parwanita - Parwelita - Pašavaïta - Pascoïta - Paseroïta - Patronita - Pattersonita - Patynita - Pauflerita - Pauladamsita - Paulgrothita - Paulingita-Ca - Paulingita-K - Paulišita - Paulkel·lerita - Paulkerrita - Paulmooreïta - Pauloabibita - Paulrobinsonita - Paulscherrerita - Pautovita - Pavlovskyita - Pavonita - Paxita - Pearceïta - Peatita-(Y) - Pecoraïta - Pectolita - Peisleyita - Pekoïta - Pekovita - Peligotita - Pellouxita - Pel·lyïta - Penberthycroftita - Pendevilleïta-(Y) - Penfieldita - Pengita - Penikisita - Penkvilksita - Pennantita - Penobsquisita - Penriceïta - Penroseïta - Pentagonita - Pentahidrita - Pentahidroborita - Pentlandita - Penzhinita - Peprossiïta-(Ce) - Peprossiïta-(Y) - Perbøeïta-(Ce) - Perbøeïta-(La) - Perchiazziïta - Percleveïta-(Ce) - Percleveïta-(La) - Peretaïta - Perettiïta-(Y) - Perhamita - Períclasi - Perita - Perlialita - Perloffita - Permingeatita - Perovskita - Perraultita - Perrierita-(Ce) - Perrierita-(La) - Perroudita - Perryita - Pertlikita - Pertoldita - Pertsevita-(F) - Pertsevita-(OH) - Petalita - Petarasita - Petedunnita - Peterandresenita - Peterbaylissita - Peterchinita - Petermegawita - Petersenita-(Ce) - Petersita-(Ce) - Petersita-(La) - Petersita-(Y) - Petewilliamsita - Petitjeanita - Petřičekita - Petrovicita - Petrovita - Petrovskaïta - Petrukita - Petscheckita - Petterdita - Petzita - Pezzottaïta - Pfaffenbergita - Phaunouxita - Philipsbornita - Philipsburgita - Phil·lipsita-Ca - Phil·lipsita-K - Phil·lipsita-Na - Philrothita - Picaïta - Piccoliïta - Pickeringita - Picotpaulita - Picromerita - Picrofarmacolita - Pieczkaïta - Piemontita - Piemontita-(Pb) - Piemontita-(Sr) - Piergorita-(Ce) - Pierrotita - Pigeonita - Pigotita - Pilanesbergita - Pilawita-(Y) - Pilipenkoïta - Pillaïta - Pilsenita - Pinakiolita - Pinalita - Pinchita - Pingguïta - Pinnoïta - Pintadoïta - Piracmonita - Piretita - Pirargirita - Pirita - Piroaurita - Pirobelonita - Pirocroïta - Pirofanita - Pirofil·lita - Pirolusita - Piromorfita - Pirop - Pirosmalita-(Fe) - Pirosmalita-(Mn) - Pirostilpnita - Piroxferroïta - Piroxmangita - Pirrotita - Pirquitasita - Pirssonita - Pisekita-(Y) - Pitiglianoïta - Pitticita - Pittongita - Piypita - Pizgrischita - Plagionita - Plancheïta - Planerita - Plašilita - Plata - Platarsita - Platí - Plattnerita - Plavnoïta - Playfairita - Pleysteinita - Plimerita - Pliniusita - Plom - Plombierita - Plumboagardita - Plumbofarmacosiderita - Plumboferrita - Plumbofil·lita - Plumbogaidonnayita - Plumbogummita - Plumbojarosita - Plumbojohntomaïta - Plumbonacrita - Plumbopal·ladinita - Plumboperloffita - Plumboselita - Plumbotel·lurita - Plumbotsumita - Plumosita - Podlesnoïta - Poellmannita - Poiarkovita - Poirierita - Poitevinita - Pokhodyashinita - Pokrovskita - Polarita - Poldervaartita - Polekhovskyita - Polezhaevaïta-(Ce) - Polhemusita - Poliarsita - Polibasita - Policrasa-(Y) - Polidimita - Polifita - Polihalita - Polilitionita - Polkanovita - Polkovicita - Polloneïta - Pol·lucita - Polyakovita-(Ce) - Ponomarevita - Pomita - Popovita - Poppiïta - Popugaevaïta - Portlandita - Pošepnýita - Posnjakita - Postita - Potarita - Potassicarfvedsonita - Potassiccarfolita - Potassicclorohastingsita - Potassiccloropargasita - Potassicferrileakeïta - Potassicferroferrisadanagaïta - Potassicferroferritaramita - Potassicferropargasita - Potassicferrosadanagaïta - Potassicferrotaramita - Potassicfluorohastingsita - Potassicfluoropargasita - Potassicfluororichterita - Potassichastingsita - Potassicmagnesioarfvedsonita - Potassicmagnesiofluoroarfvedsonita - Potassicmagnesiohastingsita - Potassicmanganileakeïta - Potassicpargasita - Potassicrichterita - Potassicsadanagaïta - Potassiojeanlouisita - Pottsita - Poubaïta - Poudretteïta - Poughita - Povondraïta - Powel·lita - Prachařita - Pradetita - Prehnita - Preisingerita - Preiswerkita - Preobrazhenskita - Pretulita - Prewittita - Přibramita - Priceïta - Priderita - Princival·leïta - Pringleïta - Priscillagrewita-(Y) - Prismatina - Probertita - Prosopita - Prosperita - Prosxenkoïta-(Y) - Protasita - Protoantofil·lita - Protocaseyita - Protochabourneïta - Protoenstatita - Protoferroantofil·lita - Protoferrosuenoïta - Protoowyheeïta - Proudita - Proustita - Proxidecagonita - Proxitwelvefoldita - Przhevalskita - Pseudoboleïta - Pseudobrookita - Pseudocotunnita - Pseudodickthomssenita - Pseudograndreefita - Pseudojohannita - Pseudolaueïta - Pseudolyonsita - Pseudomalaquita - Pseudomarkeyita - Pseudomeisserita-(NH4) - Pseudopomita - Pseudorútil - Pseudosinhalita - Pseudowol·lastonita - Pucherita - Pumpel·lyïta-(Al) - Pumpel·lyïta-(Fe²⁺) - Pumpel·lyïta-(Fe³⁺) - Pumpel·lyïta-(Mg) - Pumpel·lyïta-(Mn²⁺) - Puninita - Punkaruaivita - Purpurita - Puschridgeïta - Pushcharovskita - Putnisita - Putoranita - Puttapaïta - Putzita - Pyatenkoïta-(Y) - Pyradoketosita

## Q
Qandilita - Qaqarssukita-(Ce) - Qatranaïta - Qeltita - Qilianshanita - Qingheiïta - Qingheiita-(Fe2+) - Qingsongita - Qitianlingita - Qiumingita - Quadratita - Quadridavyna - Quadrufita - Quars - Quatrecapaïta-(K) - Quatrecapaïta-(NH₄) - Queitita - Quenselita - Quenstedtita - Quermesita - Quetzalcoatlita - Quijarroïta - Quintinita - Quiolita - Qusongita

## R
Raadeïta - Rabbittita - Rabdofana-(Ce) - Rabdofana-(La) - Rabdofana-(Nd) - Rabdofana-(Y) - Rabejacita - Raberita - Radekškodaïta-(Ce) - Radekškodaïta-(La) - Radhakrishnaïta - Radovanita - Radtkeïta - Radvaniceïta - Raguinita - Raisaïta - Raïta - Rajita - Rakovanita - Ralphcannonita - Ramaccioniïta - Ramanita-(Cs) - Ramanita-(Rb) - Ramazzoïta - Rambergita - Ramdohrita - Rameauïta - Ramikita-(Y) - Rammelsbergita - Ramosita - Ramsbeckita - Ramsdel·lita - Rancieïta - Rankachita - Rankamaïta - Rankinita - Ransomita - Ranunculita - Rapidcreekita - Rappoldita - Raslakita - Rasmussenita - Raspita - Rastsvetaevita - Rasvumita - Rathita - Rathita-IV - Rauchita - Rauenthalita - Rauvita - Ravatita - Raydemarkita - Raygrantita - Rayita - Realgar - Reaphookhillita - Rebulita - Reckibachita - Rectorita - Redcanyonita - Reddingita - Redgillita - Redingtonita - Redledgeïta - Redmondita - Reederita-(Y) - Reedmergnerita - Reevesita - Refikita - Regerita - Reichenbachita - Reidita - Reinerita - Reinhardbraunsita - Relianceïta-(K) - Remondita-(Ce) - Remondita-(La) - Renardita - Rengeïta - Reni - Renierita - Reniïta - Reppiaïta - Retgersita - Retziana-(Ce) - Retziana-(La) - Retziana-(Nd) - Revdita - Rewitzerita - Reyerita - Reynoldsita - Reznitskyita - Rhabdoborita-(Mo) - Rhabdoborita-(V) - Rhabdoborita-(W) - Rhodesita - Rhönita - Ribbeïta - Richardsita - Richardsollyita - Richel·lita - Richelsdorfita - Richetita - Richterita - Rickardita - Rickturnerita - Riebeckita - Riesita - Rietveldita - Rilandita - Rimkorolgita - Ringwoodita - Rinkita-(Ce) - Rinkita-(Y) - Rinmanita - Rinneïta - Riomarinaïta - Riosecoïta - Riotintoïta - Rippita - Rittmannita - Rivadavita - Riversideïta - Roaldita - Robertsita - Robinsonita - Rockbridgeïta - Rodalquilarita - Rojdestvenskaiaïta-(Zn) - Rodarsenur - Rodi - Rodizita - Rodocrosita - Rodolicoïta - Rodonita - Rodostannita - Rodplumsita - Roeblingita - Roedderita - Rogermitchellita - Roggianita - Rohaïta - Rokühnita - Rollandita - Romanechita - Romanorlovita - Romarchita - Romboclasa - Römerita - Rondorfita - Rongibbsita - Ronneburgita - Ronpetersonita - Röntgenita-(Ce) - Rooseveltita - Roquesita - Rorisita - Rosasita - Roscherita - Roscoelita - Roselita - Rosemaryita - Rosenbergita - Rosenbuschita - Rosenhahnita - Roshchinita - Rosiaïta - Rosickýita - Rosieresita - Rossiantonita - Rossita - Rösslerita - Rossmanita - Rossovskyita - Rostita - Rotemita - Roterbärita - Rotherkopfita - Rouaïta - Roubaultita - Roumaïta - Rouseïta - Routhierita - Rouvil·leïta - Rouxelita - Roweïta - Rowlandita-(Y) - Rowleyita - Roxbyita - Roymil·lerita - Rozenita - Rruffita - Ruarsita - Rubiclina - Rubinita - Rucklidgeïta - Rudabanyaïta - Rudashevskyita - Rudenkoïta - Rüdlingerita - Rudolfhermannita - Ruifrancoïta - Ruitenbergita - Ruizhongita - Ruizita - Rumoiïta - Rumseyita - Rundqvistita-(Ce) - Rusakovita - Rusinovita - Russel·lita - Russoïta - Rustenburgita - Rustumita - Rutenarsenita - Ruteni - Ruteniridosmina - Rutherfordina - Rútil - Ryabchikovita - Rynersonita

## S
Saamita - Sabatierita - Sabel·liïta - Sabieïta - Sabinaïta - Sabugalita - Saccoïta - Sacrofanita - Sadanagaïta - Saddlebackita - Safirina - Safflorita - Sahamalita-(Ce) - Sahlinita - Sailaufita - Sainfeldita - Sakhaïta - Sakuraiïta - Salmiac - Saleeïta - Salesita - Saliotita - Saltonseaïta - Salzburgita - Samaniïta - Samarskita-(Y) - Samarskita-(Yb) - Samfowlerita - Sampleïta - Samraïta - Samsonita - Samuelsonita - Sanbornita - Sanderita - Saneroïta - Sangenaroïta - Sanguita - Sanidina - Sanjuanita - Sanmartinita - Sanromanita - Santabarbaraïta - Santaclaraïta - Santafeïta - Santanaïta - Santarosaïta - Santita - Sapojnikovita - Saponita - Sarabauïta - Saranchinaïta - Saranovskita - Sarcolita - Sarcòpsid - Sardignaïta - Sarkinita - Sarmientita - Sarrabusita - Sarrochita - Sartorita - Sarvodaïta - Saryarkita-(Y) - Sasaïta - Sassita - Sassolita - Satimolita - Satpaevita - Satterlyita - Sauconita - Savelievaïta - Sayrita - Sazhinita-(Ce) - Sazhinita-(La) - Sazykinaïta-(Y) - Sbacchiïta - Sborgita - Scacchita - Scainiïta - Scarbroïta - Scawtita - Scenicita - Schachnerita - Schafarzikita - Schäferita - Schairerita - Schal·lerita - Schapbachita - Schaurteïta - Scheelita - Schertelita - Scheuchzerita - Schiavinatoïta - Schieffelinita - Schindlerita - Schizolita - Schlegelita - Schlemaïta - Schlossmacherita - Schlüterita-(Y) - Schmidita - Schmiederita - Schmitterita - Schneebergita - Schneiderhöhnita - Schoderita - Schoenfliesita - Schoepita - Schöllhornita - Scholzita - Schoonerita - Schorl - Schorlomita - Schreibersita - Schreyerita - Schröckingerita - Schubnelita - Schuetteïta - Schuilingita-(Nd) - Schulenbergita - Schüllerita - Schultenita - Schumacherita - Schwartzembergita - Schwertmannita - Sclarita - Scordariïta - Scorticoïta - Scorzalita - Scotlandita - Scottyita - Scrutinyita - Seaborgita - Seamanita - Searlesita - Sederholmita - Sedovita - Seeligerita - Seelita - Segelerita - Segerstromita - Segnitita - Seidita-(Ce) - Seidozerita - Seifertita - Seinäjokita - Sejkoraïta-(Y) - Sekaninaïta - Seleni - Selenodantopaïta - Selenoestefanita - Selenojalpaïta - Selenojunoïta - Selenolaurita - Selenopolibasita - Seligmannita - Selivanovaïta - Sel·laïta - Selsurtita - Selwynita - Semenovita-(Ce) - Semseyita - Senaïta - Senarmontita - Senegalita - Sengierita - Senkevichita - Sepiolita - Serandita - Serendibita - Sergeevita - Sergevanita - Sergeysmirnovita - Serpierita - Serrabrancaïta - Sewardita - Shabaïta-(Nd) - Shabynita - Shafranovskita - Shagamita - Shakhdaraïta-(Y) - Shandita - Shannonita - Sharpita - Shasuïta - Shattuckita - Shcherbakovita - Shcherbinaïta - Shchurovskyita - Sheldrickita - Shenganfuïta - Shenzhuangita - Sherwoodita - Shibkovita - Shigaïta - Shijiangshanita - Shilovita - Shimazakiïta - Shimenita - Shinarumpita - Shinichengita - Shinkolobweïta - Shiranuiïta - Shirozulita - Shlykovita - Shomiokita-(Y) - Shortita - Shosanbetsuïta - Shuangfengita - Shubnikovita - Shuiskita - Shuiskita-(Cr) - Shulamitita - Shumwayita - Shuvalovita - Sibirskita - Sicherita - Sicklerita - Siderazot - Siderita - Siderofil·lita - Sideronatrita - Sideròtil - Sidorenkita - Sidorovita - Sidpietersita - Sidwil·lita - Siegenita - Sieleckiïta - Sigismundita - Sigloïta - Sigogglinita - Siidraïta - Silesiaïta - Silhidrita - Silicocarnotita - Silici - Siligiïta - Silinaïta - Sil·limanita - Sil·lenita - Silvialita - Simferita - Simmonsita - Simonel·lita - Simonita - Simonkol·leïta - Simplesita - Simplotita - Simpsonita - Sinadelfita - Sincosita - Singenita - Sinhalita - Sinjarita - Sinkankasita - Sinnerita - Sinoïta - Sinquisita-(Ce) - Sinquisita-(Nd) - Sinquisita-(Y) - Sitinakita - Siudaïta - Siwaqaïta - Skaergaardita - Skinnerita - Skippenita - Sklodowskita - Skogbyita - Skorpionita - Skutterudita - Slavikita - Slavkovita - Slawsonita - Šlikita - Slottaïta - Sluzhenikinita - Slyudyankaïta - Smamita - Smirnita - Smirnovskita - Smithita - Smithsonita - Smolyaninovita - Smrkovecita - Smythita - Sobolevita - Sobolevskita - Sodalita - Soddyita - Sofiïta - Sofre - Sogdianita - Söhngeïta - Sokolovaïta - Solongoïta - Somersetita - Sonolita - Sonoraïta - Sopcheïta - Sorbyita - Sørensenita - Sorosita - Sosedkoïta - Součekita - Souzalita - Spadaïta - Spaltiïta - Spangolita - Spencerita - Sperlingita - Sperrylita - Spertiniïta - Spionkopita - Spionkopita - Spiroffita - Spriggita - Springcreekita - Spryita - Spurrita - Srebrodolskita - Šreinita - Srilankita - Stalderita - Stanĕkita - Stanevansita - Stanfieldita - Stangersita - Stankeithita - Stanleyita - Starkeyita - Staročeskeïta - Starovaïta - Stavelotita-(La) - Steacyita - Steedeïta - Steenstrupina-(Ce) - Stefanweissita - Steigerita - Steklita - Stel·lerita - Steinhardtita - Steiningerita - Steinmetzita - Stenhuggarita - Stenonita - Stepanovita - Stephanita - Štěpita - Stergiouïta - Sterlinghil·lita - Sternbergita - Steropesita - Sterryita - Stetefeldtita - Stetindita-(Ce) - Steudelita - Stevensita - Steverustita - Stewartita - Stichtita - Stil·leïta - Stillwaterita - Stillwel·lita-(Ce) - Stillwel·lita-(La) - Stishovita - Stistaïta - Stöfflerita - Stoiberita - Stokesita - Stolperita - Stolzita - Stoppaniïta - Stornesita-(Y) - Stottita - Straßmannita - Stracherita - Straczekita - Strakhovita - Stranskiïta - Strashimirita - Strätlingita - Strelkinita - Strengita - Stringhamita - Stromeyerita - Strontianita - Strunzita - Struvita - Struvita-(K) - Studenitsita - Studtita - Stumpflita - Stunorthropita - Sturmanita - Stützita - Suanita - Sudburyita - Sudoïta - Sudovikovita - Suenoïta - Suessita - Sugakiïta - Sugarwhiteïta - Sugilita - Suhailita - Sulfatoredmondita - Sulfhidrilbystrita - Sulfoborita - Sulfohalita - Sulfotsumoïta - Sulvanita - Sundiusita - Sunshuïta - Suolunita - Suredaïta - Surinamita - Surita - Surkhobita - Sursassita - Susannita - Suseinargiuïta - Sussexita - Suzukiïta - Svabita - Svanbergita - Sveinbergeïta - Sveïta - Švenekita - Sverigeïta - Svetlanaïta - Svornostita-(K) - Svornostita-(NH₄) - Svyatoslavita - Svyazhinita - Swaknoïta - Swamboïta-(Nd) - Swartzita - Swedenborgita - Sweetita - Swinefordita - Switzerita - Sylvanita - Sylvita - Symesita - Szaibelyita - Szenicsita - Szilagyiïta - Szklaryita - Szmikita - Szomolnokita - Szymańskiïta

## T
Tacharanita - Tadzhikita-(Ce) - Taenita - Taikanita - Taimirita-I - Tainiolita - Taipingita-(Ce) - Takanawaïta-(Y) - Takanelita - Takedaïta - Takeuchiïta - Takovita - Talc - Talcusita - Talfenisita - Tal·liofarmacosiderita - Tal·liomelana - Talmessita - Talnakhita - Tamaïta - Tamarugita - Tamboïta - Tamuraïta - Tancaïta-(Ce) - Tancoïta - Taneyamalita - Tangdanita - Tangeïta - Taniajacoïta - Tanohataïta - Tantalcarbur - Tantalesquinita-(Ce) - Tantalesquinita-(Y) - Tantalita-(Fe) - Tantalita-(Mg) - Tantalita-(Mn) - Tantalowodginita - Tanteuxenita-(Y) - Tantita - Tapiaïta - Tapiolita-(Fe) - Tapiolita-(Mn) - Taquihidrita - Taramel·lita - Taramita - Taranakita - Tarapacaïta - Tarbagataïta - Tarbuttita - Tarkianita - Tarutinoïta - Taseqita - Tashelgita - Tassieïta - Tatarinovita - Tatarskita - Tatianaïta - Tausonita - Tavagnascoïta - Tavorita - Tazheranita - Tazieffita - Tazzoliïta - Teal·lita - Tedhadleyita - Teepleïta - Tefroïta - Tegengrenita - Teineïta - Telargpalita - Tel·lurantimoni - Tel·luri - Tel·lurita - Tel·lurobismutita - Tel·lurohauchecornita - Tel·luromandarinoïta - Tel·luronevskita - Tel·luropal·ladinita - Tel·luroperita - Teliuixenkoïta - Temagamita - Tengchongita - Tengerita-(Y) - Tennantita - Tennantita-(Cd) - Tennantita-(Cu) - Tennantita-(Hg) - Tennantita-(In) - Tennantita-(Mn) - Tennantita-(Ni) - Tenorita - Teofrastita - Terlinguacreekita - Terlinguaïta - Termonatrita - Ternesita - Ternovita - Terranovaïta - Terrywallaceïta - Terskita - Tertschita - Teruggita - Teschemacherita - Testibiopal·ladita - Tetraauricuprur - Tetradimita - Tetraedrita - Tetraedrita-(Cu) - Tetraedrita-(Hg) - Tetraedrita-(Mn) - Tetraedrita-(Ni) - Tetraferriannita - Tetraferriflogopita - Tetraferroplatí - Tetrarooseveltita - Tetrataenita - Tetrawickmanita - Tewita - Thadeuïta - Thalenita-(Y) - Thalhammerita - Thaumasita - Thebaïta-(NH4) - Theisita - Thenardita - Theoparacelsita - Theresemagnanita - Therasiaïta - Thermaerogenita - Thermessaïta - Thermessaïta-(NH4) - Theuerdankita - Thionasilita - Thomasclarkita-(Y) - Thometzekita - Thomsenolita - Thomsonita-Ca - Thomsonita-Sr - Thorbastnäsita - Thoreaulita - Thorikosita - Thornasita - Thorneïta - Thortveitita - Threadgoldita - Thunderbayita - Tianhongqiïta - Tianhuixinita - Tiberiobardiïta - Tiemannita - Tienshanita - Tiettaïta - Tikhonenkovita - Tilasita - Tilkerodeïta - Til·leyita - Tillmannsita - Timroseïta - Tinaksita - Tincalconita - Tinnunculita - Tinsleyita - Tinticita - Tintinaïta - Tinzenita - Tiptopita - Tiquita - Tiragal·loïta - Tirolita - Tischendorfita - Tisinalita - Tissintita - Tistarita - Titani - Titanita - Titanoholtita - Titanomaghemita - Titanowodginita - Titantaramel·lita - Tivanita - Tlalocita - Tlapallita - Tobelita - Tobermorita - Tochilinita - Tocornalita - Todorokita - Tokkoïta - Tokyoïta - Tolbachita - Toledoïta - Tolovkita - Tolstykhita - Tomamaeïta - Tombstoneïta - Tomcampbellita - Tomichita - Tomiolloïta - Tomsquarryita - Tondiïta - Tongbaïta - Tooeleïta - Topazi - Topsøeïta - Torasfita - Torbernita - Torianita - Torita - Törnebohmita-(Ce) - Törnebohmita-(La) - Törnroosita - Torosteenstrupina - Torrecillasita - Torreyita - Torryweiserita - Torutita - Tosudita - Toturita - Tounkita - Touretita - Townendita - Toyohaïta - Trabzonita - Tranquillityita - Transjordanita - Traskita - Trattnerita - Treasurita - Trebeurdenita - Trebiskyita - Trechmannita - Tredouxita - Trembathita - Tremolita - Trevorita - Triangulita - Triazolita - Tridimita - Trifilita - Trigonita - Trikalsilita - Trilitionita - Trimerita - Trimounsita-(Y) - Trinefelina - Triplita - Triploidita - Trippkeïta - Tripuhyita - Tristramita - Tritomita-(Ce) - Tritomita-(Y) - Trögerita - Trogtalita - Troilita - Trol·leïta - Trona - Truscottita - Trüstedtita - Tsangpoïta - Tsaregorodtsevita - Tschaunerita - Tschermakita - Tschermigita - Tschernichita - Tschörtnerita - Tsepinita-Ca - Tsepinita-K - Tsepinita-Na - Tsepinita-Sr - Tsikourasita - Tsilaisita - Tsnigriïta - Tsugaruïta - Tsumcorita - Tsumebita - Tsumgallita - Tsumoïta - Tsygankoïta - Tubulita - Tučekita - Tugarinovita - Tugtupita - Tuhualita - Tuïta - Tulameenita - Tuliokita - Tululita - Tumchaïta - Tundrita-(Ce) - Tundrita-(Nd) - Tunel·lita - Tungstè - Tungstenita - Tungstibita - Tungstita - Tungusita - Tunisita - Tuperssuatsiaïta - Turanita - Turkestanita - Turneaureïta - Turquesa - Turtmannita - Tuscanita - Tusionita - Tuzlaïta - Tvalchrelidzeïta - Tvedalita - Tveitita-(Y) - Tvrdýita - Tweddillita - Twinnita - Txukanovita - Tyretskita - Tyrrel·lita - Tyuyamunita - Tzeferisita

## U
Uakitita - Uchucchacuaïta - Udinaïta - Uedaïta-(Ce) - Uklonskovita - Ulexita - Ulfanderssonita-(Ce) - Ullmannita - Ulrichita - Ulvöspinel·la - Umangita - Umbita - Umbozerita - Umbrianita - Umohoïta - Ungavaïta - Ungemachita - Upalita - Uralborita - Uralolita - Uramarsita - Uramfita - Urancalcarita - Uraninita - Uranocircita - Uranoclita - Uranofana - Uranofana-β - Uranopilita - Uranopolicrasa - Uranosferita - Uranosilita - Uranospatita - Uranospinita - Uranotungstita - Urea - Uricita - Uroxita - Urusovita - Urvantsevita - Ushkovita - Usovita - Ussinguita - Ustarasita - Usturita - Utahita - Uvanita - Uvarovita - Uvita - Uytenbogaardtita - Uzonita

## V
Vadlazarenkovita - Vaesita - Vajdakita - Vakhrushevaïta - Valentinita - Val·leriïta - Valleyita - Vallouiseïta - Vanackerita - Vanadi - Vanadinita - Vanadiocarfolita - Vanadiooxicromodravita - Vanadiooxidravita - Vanadiopargasita - Vanadoakasakaïta-(Ce) - Vanadoakasakaïta-(La) - Vanadoal·lanita-(La) - Vanadoandrosita-(Ce) - Vanadomalayaïta - Vanalita - Vanarsita - Vandenbrandeïta - Vandendriesscheïta - Vanderheydenita - Vandermeerscheïta - Vaniniïta - Vanmeersscheïta - Vanoxita - Vanpeltita - Vantasselita - Vanthoffita - Vanuralita - Vapnikita - Varennesita - Vargita - Variscita - Varlamoffita - Varulita - Vashegyita - Vasilita - Vasilseverginita - Vasilyevita - Västmanlandita-(Ce) - Vaterita - Vaughanita - Vauquelinita - Vauxita - Vavřinita - Väyrynenita - Veatchita - Veblenita - Veenita - Vegrandisita - Velikita - Vendidaïta - Verbeekita - Verbierita - Vergasovaïta - Vermiculita - Vernadita - Verneïta - Verplanckita - Versiliaïta - Vertumnita - Veselovskýita - Vesignieïta - Vestaïta - Vesuvianita - Veszelyita - Viaeneïta - Vicanita-(Ce) - Vigezzita - Vigrishinita - Vihorlatita - Viitaniemiïta - Vikingita - Villamaninita - Vil·liaumita - Vil·lyael·lenita - Vimsita - Vincentita - Vinciennita - Vinogradovita - Violarita - Virgilita - Virgilluethita - Vishnevita - Viskontita - Vismirnovita - Vistepita - Viteïta - Vitimita - Vittinkiïta - Vitusita-(Ce) - Vivianita - Vladikinita - Vladimirita - Vladimirivanovita - Vladkrivovichevita - Vladkuzminita - Vlasovita - Vlodavetsita - Vochtenita - Voggita - Voglita - Volaschioïta - Volborthita - Volkonskoïta - Volkovskita - Voloshinita - Voltaïta - Volynskita - Vonbezingita - Vonsenita - Vorlanita - Voronkovita - Vorontsovita - Voudourisita - Vozhminita - Vranaïta - Vrbaïta - Vuagnatita - Vulcanita - Vuonnemita - Vuorelainenita - Vuoriyarvita-K - Vurroïta - Vyacheslavita - Vyalsovita - Vymazalovaïta - Vysokýita - Vysotskita - Vyuntspakhkita-(Y)

## W
Wadalita - Wadeïta - Wadsleyita - Wagnerita - Waimirita-(Y) - Waipouaïta - Wairakita - Wairauïta - Wakabayashilita - Wakefieldita-(Ce) - Wakefieldita-(La) - Wakefieldita-(Nd) - Wakefieldita-(Y) - Walentaïta - Walfordita - Walkerita - Wal·lisita - Wallkilldel·lita - Wallkilldel·lita-(Fe) - Walpurgita - Walstromita - Walthierita - Wampenita - Wangdaodeïta - Wangkuirenita - Wangpuïta - Wangyanita - Wardita - Wardsmithita - Warikahnita - Warkita - Warwickita - Wassonita - Watanabeïta - Watatsumiïta - Waterhouseïta - Watkinsonita - Wattersita - Wattevil·lita - Wavel·lita - Wawayandaïta - Waylandita - Wayneburnhamita - Weberita - Weddel·lita - Weeksita - Wegscheiderita - Weibul·lita - Weilerita - Weilita - Weinebeneïta - Weishanita - Weissbergita - Weissita - Welinita - Weloganita - Welshita - Wendwilsonita - Wenjiïta - Wenkita - Wenqingita - Werdingita - Wermlandita - Wernerbaurita - Wernerkrauseïta - Wesselsita - Westerveldita - Wetherillita - Wheatleyita - Whelanita - Wherryita - Whewel·lita - Whitecapsita - Whiteïta-(CaFeMg) - Whiteïta-(CaMgMg) - Whiteïta-(CaMnFe) - Whiteïta-(CaMnMg) - Whiteïta-(CaMnMn) - Whiteïta-(MnFeMg) - Whiteïta-(MnMnMg) - Whiteïta-(MnMnMn) - Whiterockita - Whitlockita - Whitmoreïta - Wickenburgita - Wickmanita - Wicksita - Widenmannita - Widgiemoolthalita - Wightmanita - Wiklundita - Wilancookita - Wilcoxita - Wildcatita - Wildenauerita - Wilhelmgümbelita - Wilhelmkleinita - Wilhelmramsayita - Wilhelmvierlingita - Wilkinsonita - Wilkmanita - Wil·lemita - Wil·lemseïta - Willhendersonita - Wil·lyamita - Wiluïta - Winchita - Windhoekita - Windmountainita - Winstanleyita - Wiperamingaïta - Wiserita - Witherita - Wittichenita - Wittita - Witzkeïta - Wodegongjieïta - Wodginita - Wöhlerita - Wolfeïta - Wolfsriedita - Wol·lastonita - Wölsendorfita - Wonesita - Woodallita - Woodhouseïta - Woodruffita - Woodwardita - Wooldridgeïta - Wopmayita - Wortupaïta - Wrightita - Wroewolfeïta - Wulfenita - Wulffita - Wülfingita - Wumuïta - Wupatkiïta - Wurtzita - Wüstita - Wuyanzhiïta - Wyartita - Wycheproofita - Wyl·lieïta

## X
Xadlunita - Xakhovita - Xantiosita - Xantoconita - Xantoxenita - Xariguinita - Xenofil·lita - Xenotima-(Gd) - Xenotima-(Y) - Xenotima-(Yb) - Xiangjiangita - Xianhuaïta-(Ce) - Xieïta - Xiexiandeïta - Xifengita - Xilingolita - Ximengita - Xingzhongita - Xirokxinita - Xitieshanita - Xkatulkalita - Xocolatlita - Xocomecatlita - Xonotlita - Xuïta - Xuwenyuanita

## Y
Yafsoanita - Yagiïta - Yakhontovita - Yakovenchukita-(Y) - Yakubovichita - Yamhamelachita - Yancowinnaïta - Yangita - Yangzhumingita - Yanomamita - Yarlongita - Yaroshevskita - Yaroslavita - Yarrowita - Yarzhemskiïta - Yavapaiïta - Yazganita - Yeatmanita - Yecoraïta - Yedlinita - Ye'elimita - Yeïta - Yegorovita - Yellowcatita - Yftisita-(Y) - Yeomanita - Yimengita - Yingjiangita - Yixunita - Yoderita - Yofortierita - Yoshimuraïta - Yoshiokaïta - Yuanfuliïta - Yuanjiangita - Yugawaralita - Yukonita - Yuksporita - Yurgensonita - Yurmarinita - Yushkinita - Yusupovita - Yuzuxiangita - Yvonita

## Z
Żabińskiïta - Zabuyelita - Zaccagnaïta - Zaccariniïta - Zadovita - Zagamiïta - Zaherita - Zaïrita - Zakharovita - Zalesiïta - Zanazziïta - Zanelliïta - Zangboïta - Zapatalita - Zaratita - Zavaliaïta - Zavaritskita - Zavyalovita - Zaykovita - Zdeněkita - Zektzerita - Zel·lerita - Zemannita - Zemkorita - Zenzenita - Zeofil·lita - Zeravshanita - Zeunerita - Zhanghengita - Zhanghuifenita - Zhangpeishanita - Zharchikhita - Zhemchuzhnikovita - Zhengminghuaïta - Zhenruïta - Zheshengita - Zhiqinita - Zhonghongita - Ziesita - Zigrasita - Zilbermintsita-(La) - Zimbabweïta - Ziminaïta - Zinc natiu - Zincalstibita - Zincaluminita - Zincgartrel·lita - Zincita - Zinclipscombita - Zincmelanterita - Zincoberaunita - Zincobotriògen - Zincobradaczekita - Zincobriartita - Zincochenita - Zincocopiapita - Zincocromita - Zincohögbomita-2N2S - Zincohögbomita-2N6S - Zincolibethenita - Zincolivenita - Zincomenita - Zinconigerita-2N1S - Zinconigerita-6N6S - Zincorietveldita - Zincorinmanita-(Zn) - Zincosita - Zincospiroffita - Zincostaurolita - Zincostottita - Zincostrunzita - Zincovelesita-6N6S - Zincovoltaïta - Zincowoodwardita - Zincrosasita - Zincroselita - Zincsilita - Zinczippeïta - Zinkenita - Zinkgruvanita - Zippeïta - Zipserita - Zircarsita - Zircó - Zircofil·lita - Zirconolita - Zircosulfat - Zirkelita - Zirklerita - Ziroïta - Zirsilita-(Ce) - Zirsinalita - Zlatogorita - Znamenskyita - Znucalita - Zodacita - Zoharita - Zoisita - Zoisita-(Pb) - Zolenskyita - Zolotarevita - Zoltaiïta - Zorita - Zoubekita - Zoyashlyukovaïta - Zubkovaïta - Zugshunstita-(Ce) - Zuktamrurita - Zunyita - Zussmanita - Zvěstovita-(Fe) - Zvěstovita-(Zn) - Zviaguinita - Zviaguintsevita - Zwieselita - Zýkaïta